# Penig
Penig ist eine Stadt im Westen des Landkreises Mittelsachsen in Sachsen.

## Geographie

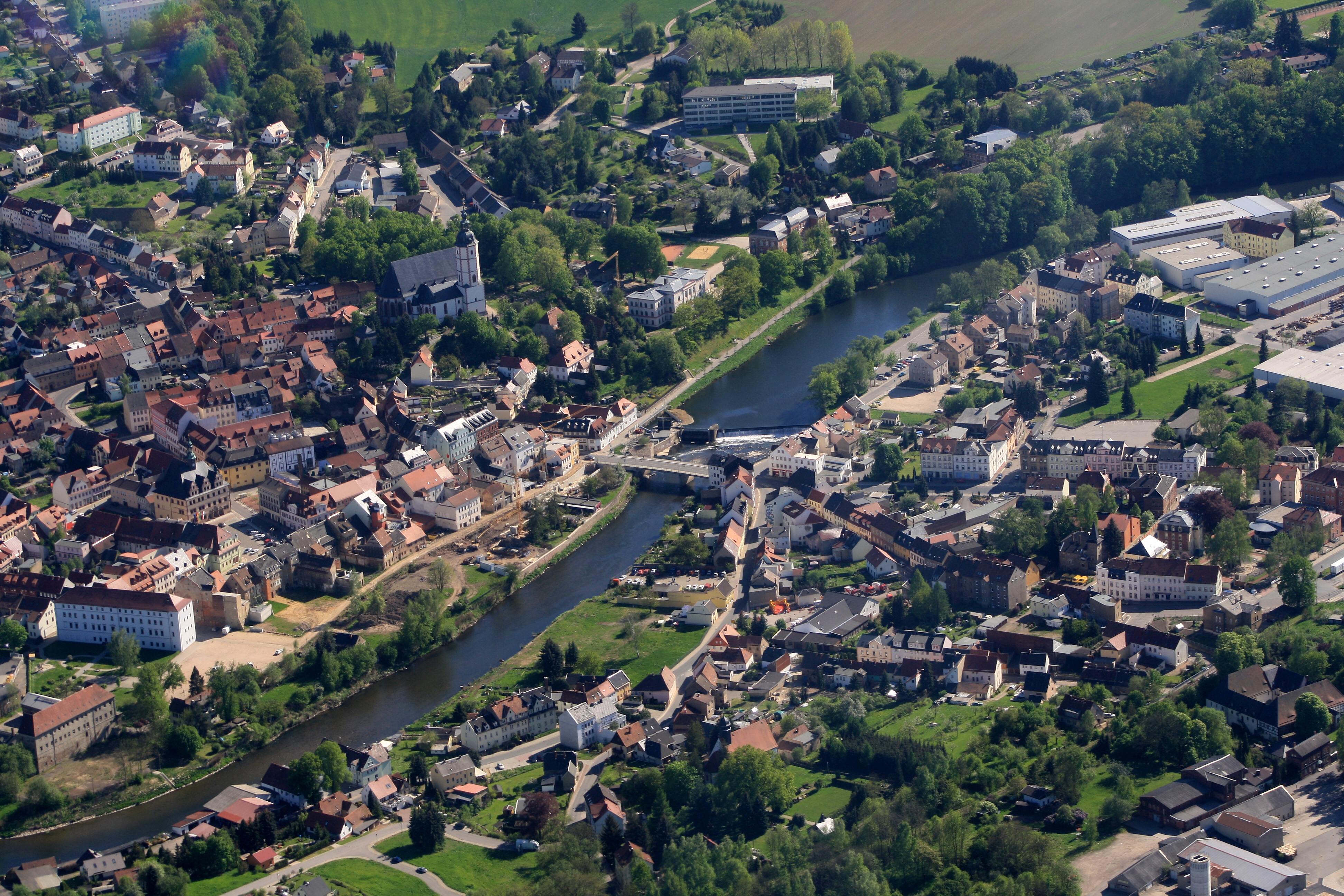
Luftbild von Penig an der Zwickauer Mulde

### Geographische Lage
Die kleine Stadt liegt an der Zwickauer Mulde, südlich von Rochlitz und nördlich von Glauchau, direkt an der Staatsstraße 57, zwischen Leipzig (65 km) und Chemnitz (15 km).

### Stadtgliederung
| - Amerika - Arnsdorf - Chursdorf | - Dittmannsdorf - Langenleuba-Oberhain - Markersdorf | - Niedersteinbach - Obergräfenhain I und II - Tauscha | - Thierbach - Wernsdorf - Zinnberg (siehe auch: Burgruine) |

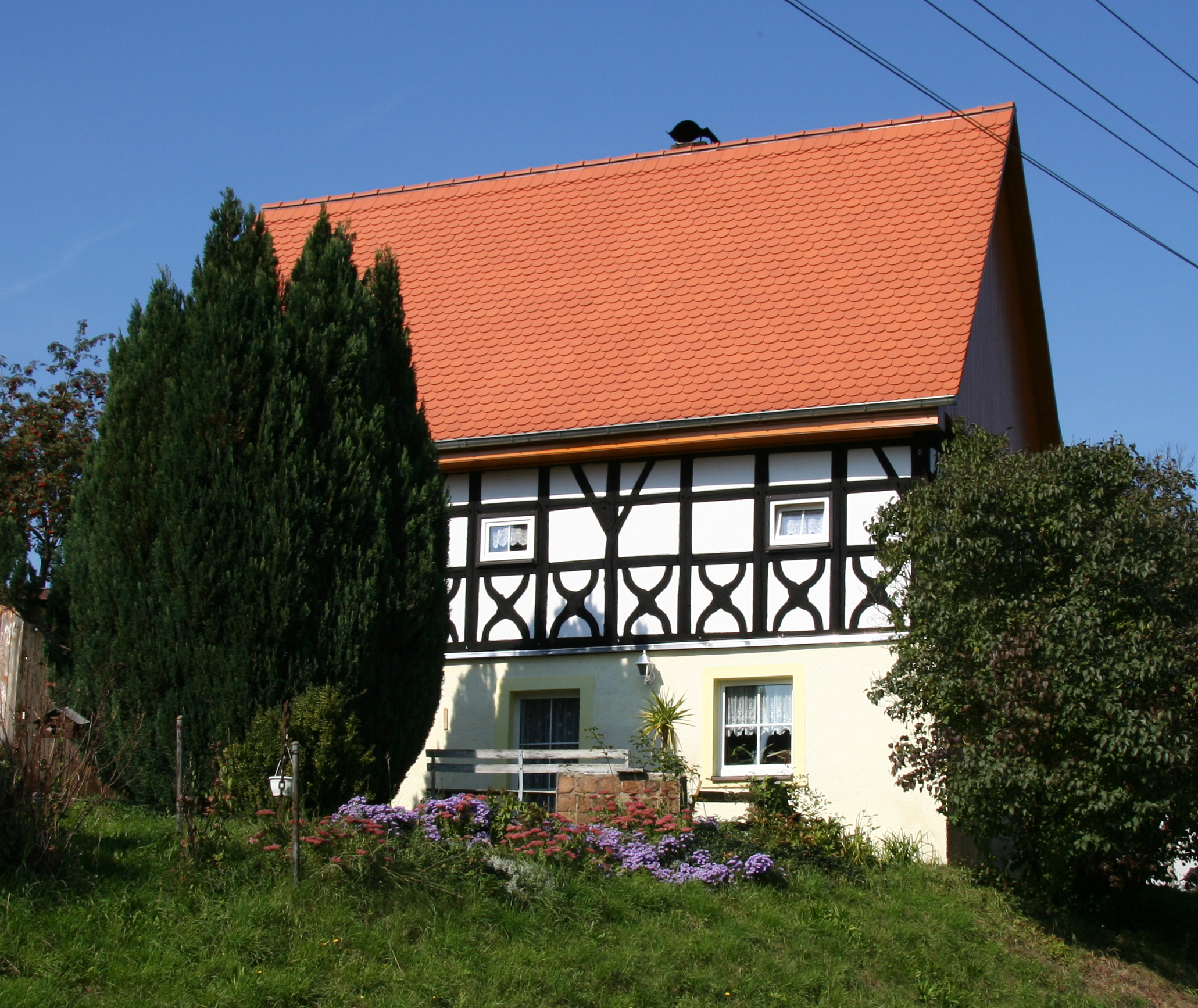
Dittmannsdorf, Fachwerk
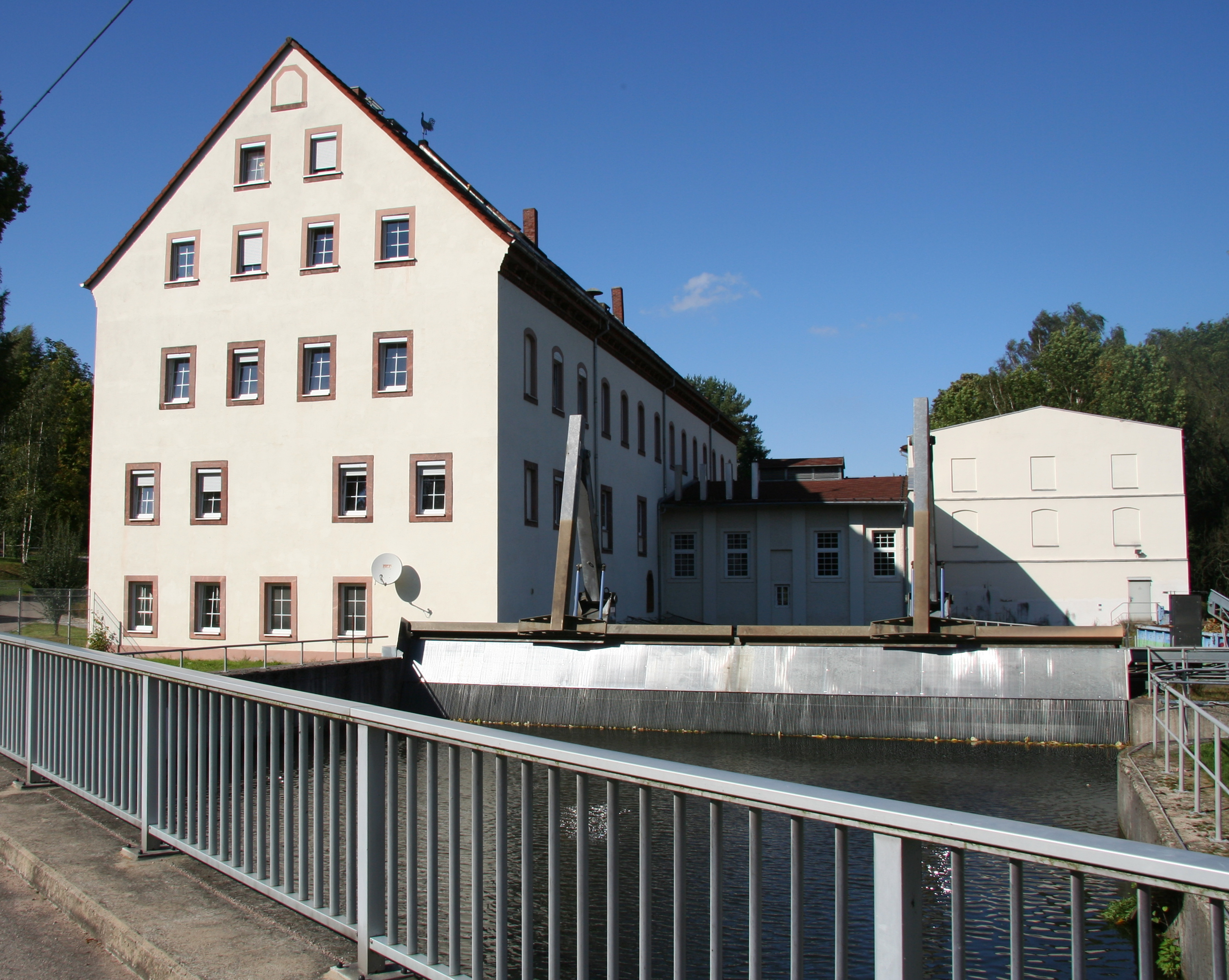
Thierbach, Alte Mühle
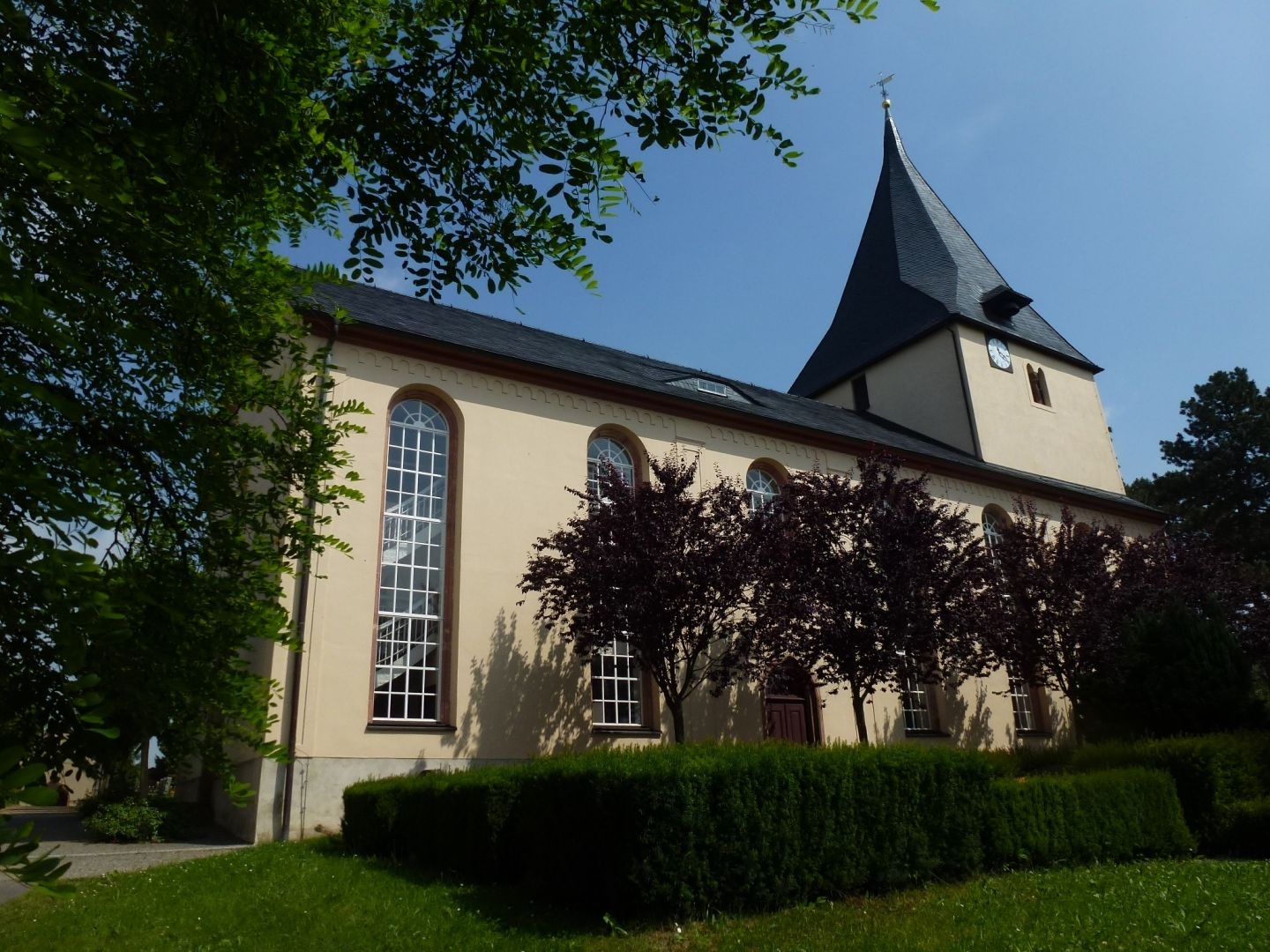
Langenleuba-Oberhain, Kirche
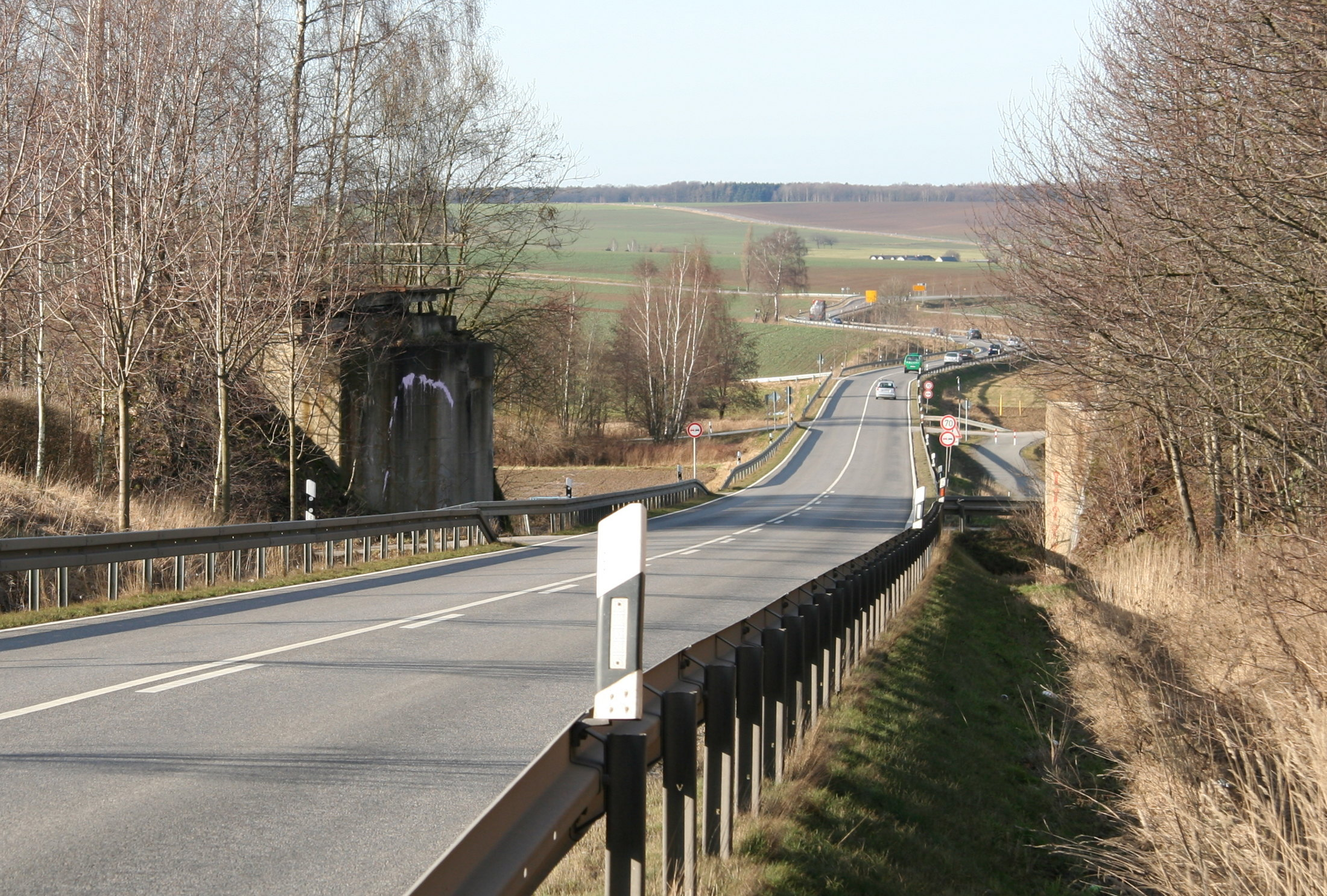
Wernsdorf, fehlende Brücke an der S 51
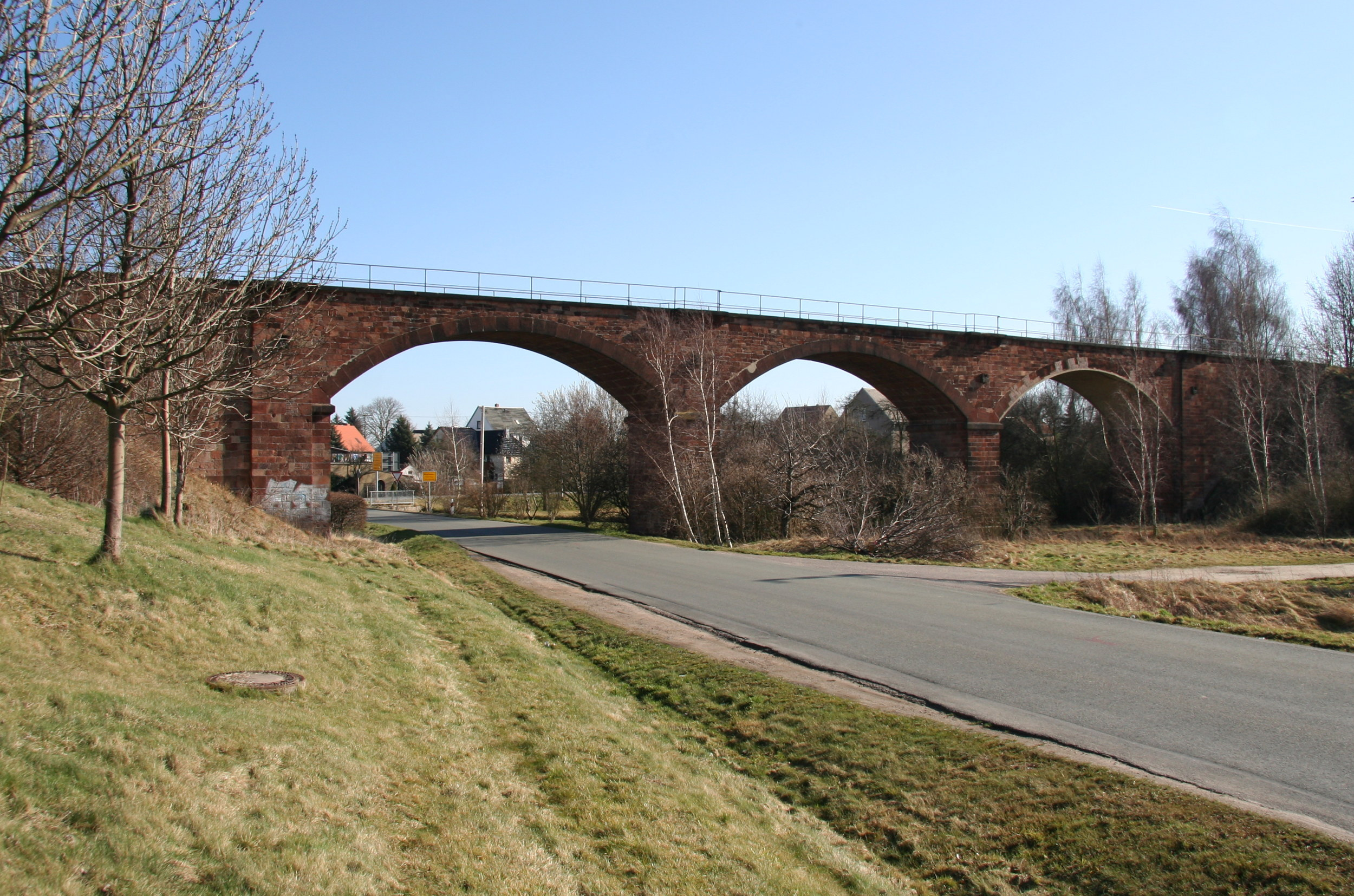
Obergräfenhain, Viadukt
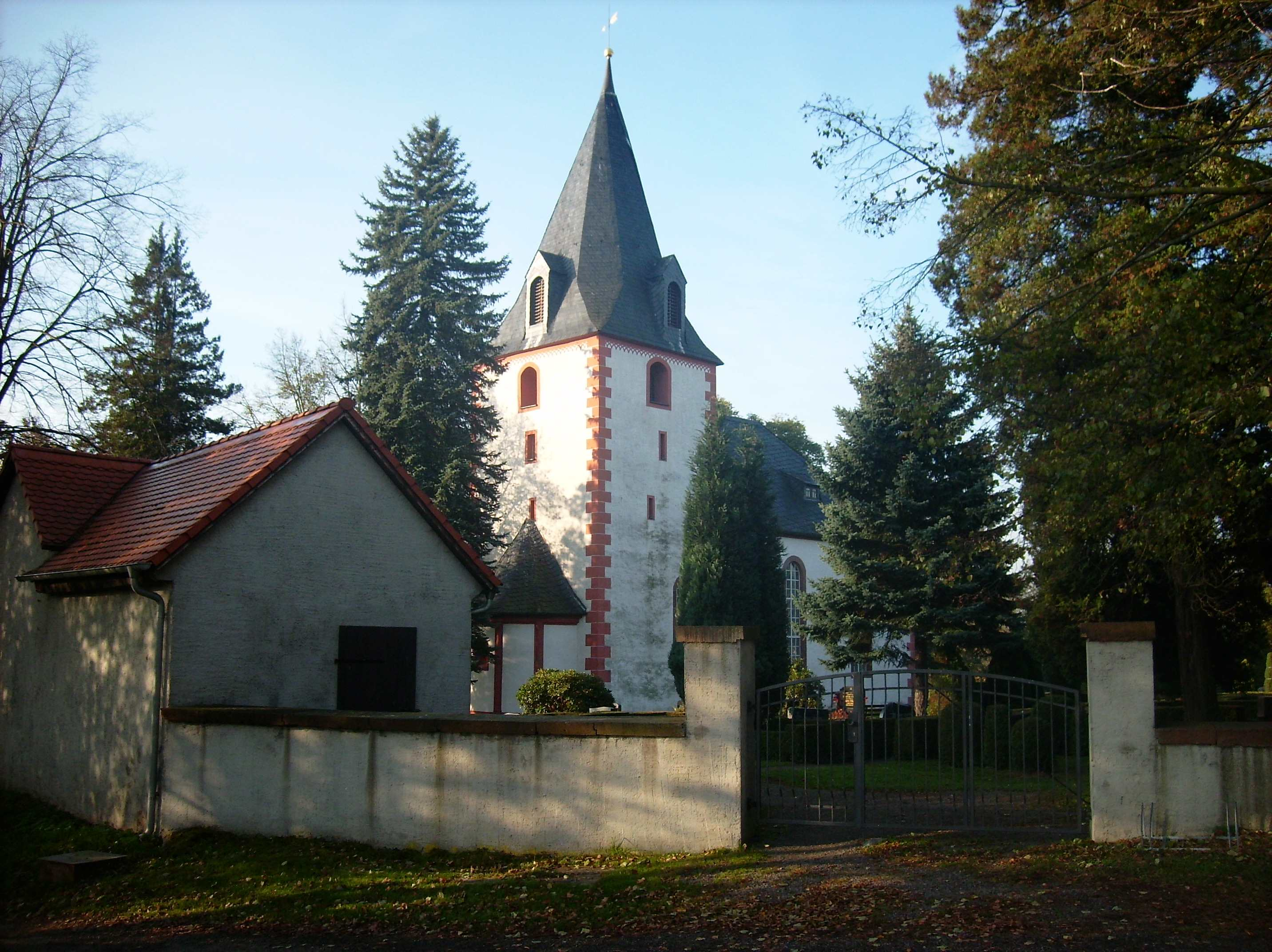
Obergräfenhain, Kirche

### Nachbargemeinden
Angrenzende Gemeinden sind im Uhrzeigersinn:
- Wechselburg, die Stadt Lunzenau, die Stadt Burgstädt und der Ort Mühlau im Landkreis Mittelsachsen,
- die Städte Limbach-Oberfrohna und Waldenburg im Landkreis Zwickau
- Nobitz und Langenleuba-Niederhain im thüringischen Landkreis Altenburger Land und
- die Städte Frohburg und Geithain im Landkreis Leipzig.

| Frohburg                           | Wechselburg                                 | Lunzenau  |
| Jückelberg, Langenleuba-Niederhain | Kompassrose, die auf Nachbargemeinden zeigt | Burgstädt |
| Jückelberg                         | Waldenburg, Limbach-Oberfrohna OT Kaufungen | Mühlau    |

### Klima
|                       | Jan  | Feb  | Mär  | Apr  | Mai  | Jun  | Jul  | Aug  | Sep  | Okt  | Nov  | Dez  |   |       |
| Mittl. Tagesmax. (°C) | 3    | 5    | 8    | 14   | 19   | 22   | 24   | 24   | 19   | 14   | 7    | 3    | ⌀ | 13,5  |
| Mittl. Tagesmin. (°C) | −1   | −1   | 2    | 5    | 9    | 12   | 14   | 14   | 10   | 6    | 2    | −1   | ⌀ | 6     |
|                       |      |      |      |      |      |      |      |      |      |      |      |      |   |       |
| Niederschlag (mm)     | 31,8 | 27,6 | 39,4 | 39,3 | 44,0 | 57,3 | 92,3 | 62,3 | 56,0 | 30,5 | 43,8 | 37,9 | Σ | 562,2 |

| −1 |

| −1 |

| 2 |

| 5 |

| 9 |

| 12 |

| 14 |

| 14 |

| 10 |

| 6 |

| 2 |

| −1 |

| −1 |

| −1 |

| 2 |

| 5 |

| 9 |

| 12 |

| 14 |

| 14 |

| 10 |

| 6 |

| 2 |

| −1 |

| N i e d e r s c h l a g | 31,8 | 27,6 | 39,4 | 39,3 | 44,0 | 57,3 | 92,3 | 62,3 | 56,0 | 30,5 | 43,8 | 37,9 |
|                         | Jan  | Feb  | Mär  | Apr  | Mai  | Jun  | Jul  | Aug  | Sep  | Okt  | Nov  | Dez  |

## Geschichte

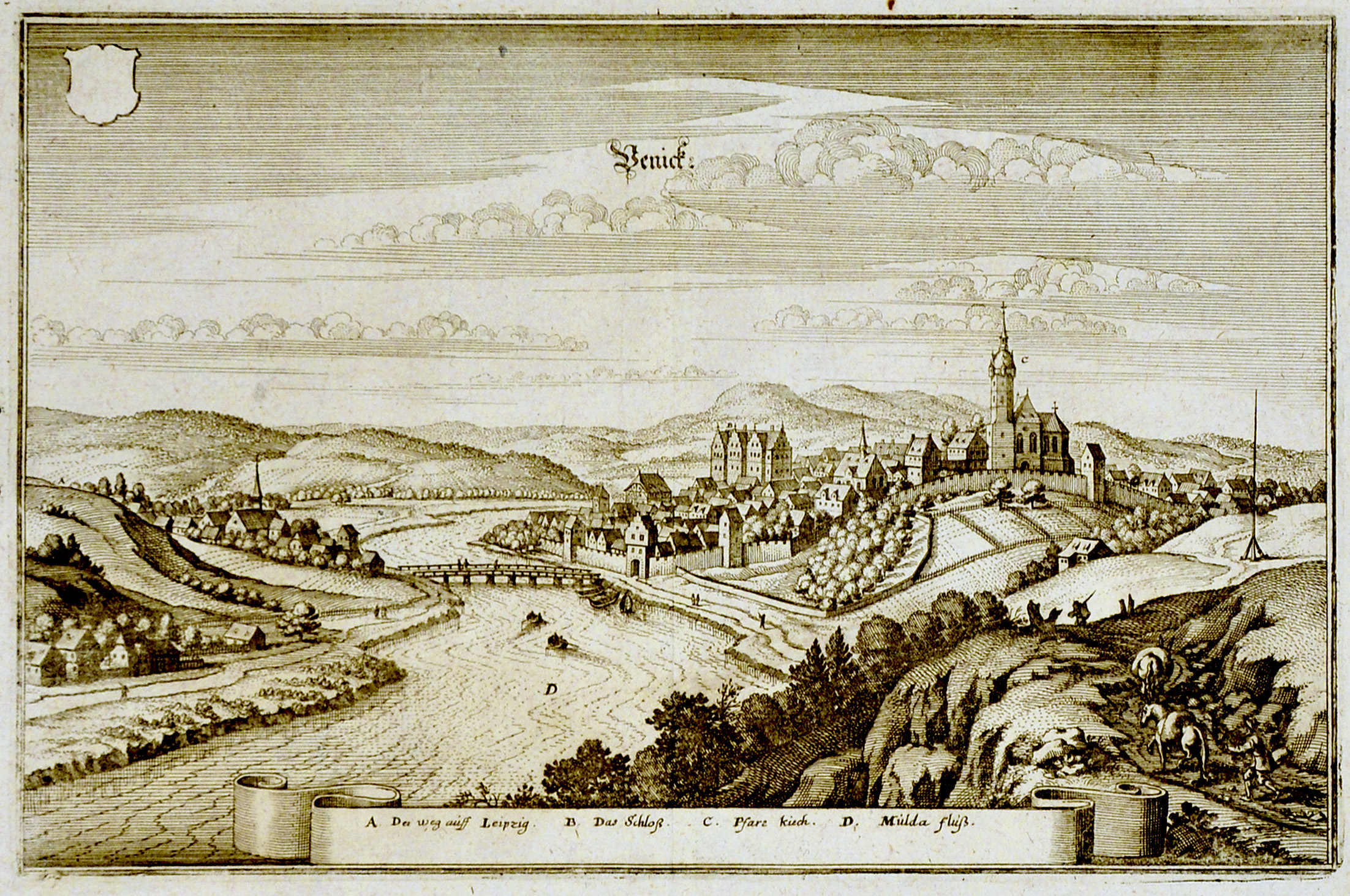
Penig um 1650

Denkmal Weiße Spitze

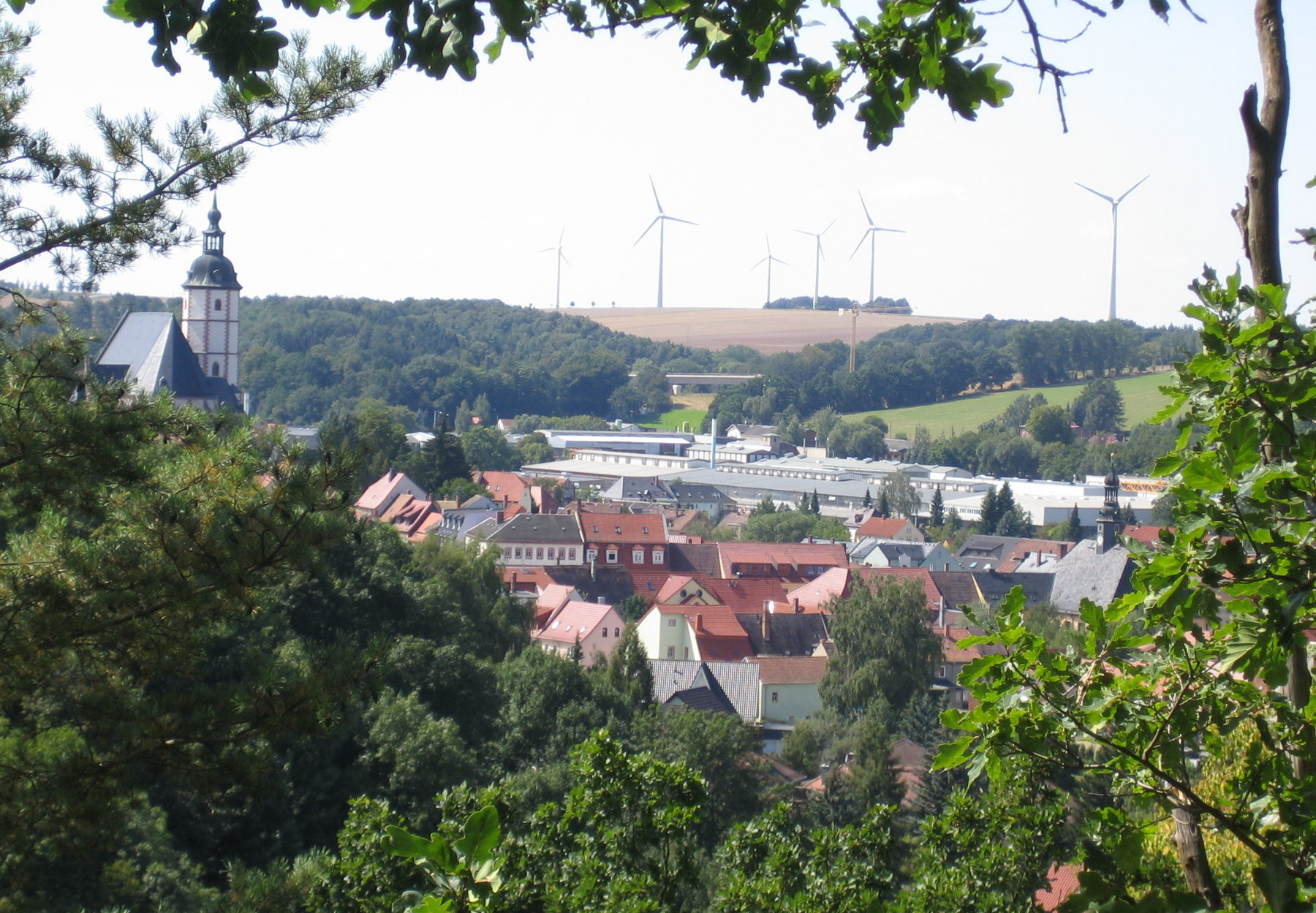
Blick über Penig von der Weißen Spitze Richtung Westen

### Ältere Geschichte
Im Jahr 1264 wurde in einer Urkunde ein Fridericus de Penic genannt.
Diese Urkunde ist der erste schriftliche Nachweis der Existenz von Penig.
Über die Entstehung der Gemeinde ist kein Schriftstück überliefert.
Mitunter wird die Chronik des Thietmar von Merseburg (von 1012 bis 1018) erwähnt. Das dort genannte Wissepnig wird als Penig gedeutet. Für diese Zuordnung gibt es derzeit keine stichhaltigen Belege, sie wird von Wissenschaftlern abgelehnt. Die älteste Geschichte von Penig wird ähnlich der von Rochlitz verlaufen sein: Unter Einbeziehung einer älteren sorbischen Siedlung entwickelte sich im Verlauf der Deutschen Ostsiedlung allmählich eine Stadt.
1313 wird Penig erstmals als Stadt bezeichnet (in opido Penik). Günstig für die Entwicklung zur Stadt war die Lage an der alten Salz- und Handelsstraße von Halle (Saale) nach Prag und an einem Muldenübergang. 1323 wird der Burggraf von Leisnig, Otto I., als Herr der Ansiedlung erwähnt. Das Alte Schloss dürfte um diese Zeit erbaut worden sein. Handwerk und Gewerbe entwickelten sich frühzeitig. Die Schuhmacher bildeten 1353 die erste Zunft. Im 15. und 16. Jahrhundert erlangte die Töpferinnung besondere Bedeutung. Das sogenannte Peniger Steinzeug war von hoher künstlerischer Qualität und wurde weithin exportiert. Eine alte Tradition hatte auch das bürgerliche Bierbrauen. Für die Bierlagerung wurden um 1511 die Kellerberge angelegt, ein heute touristisch erschlossenes unterirdisches Gangsystem.
1527 stellt Burggraf Hugo von Leisnig den Peniger Webern einen Innungsbrief aus. Sein Schwiegersohn war Ernst II. von Schönburg zu Glauchau und Waldenburg.
1538, nach dem Aussterben der Leisniger Burggrafen, fiel die Herrschaft Penig an die Wettiner. Der sächsische Herzog Moritz tauschte Penig, zusammen mit dem säkularisierten Kloster Zschillen (das daraufhin den Namen Wechselburg erhielt) 1543 gegen die Herrschaften Hohnstein, Wehlen und Lohmen in der Sächsischen Schweiz an die Herren von Schönburg ein, welche die Schönburgischen Herrschaften besaßen, teils als reichsunmittelbare Territorien, teils aber auch (darunter die Tauschgebiete mit Penig) als kursächsische Lehen. Die Herrschaft Penig blieb damit ein Teil von Kursachsen.
Während der Hexenverfolgungen in Penig wurde 1558 eine Frau hingerichtet, das Schicksal der Angeklagten 1542 ist unbekannt. 1693 geriet Juliane Catharina von Schönburg, Ehefrau des Landesherrn, in einen Hexenprozess, weil ihr Ehemann wegen einer Geliebten die Ehescheidung wollte.

### Historischen Namensformen, Herkunft und Bedeutung des Namens
In Urkunden finden sich folgende Schreibweisen: 1264 Penic, 1313 Penig, Penick, in oppido Penik, 1314 Penig, 1351/58 Penik, Penyk, 1382 Penek, 1486 zcu Penick, 1546 de Benyck, Benick, Benig.
Ernst Eichler und Hans Walther führen den Namen auf das altsorbische Pěnik zu pěna Schaum, Gischt zurück. Penig bedeutet demnach Siedlung am schäumenden Wasser. Die Deutung ist naheliegend, wird doch die alte Stadt an drei Seiten von der Zwickauer Mulde umflossen, die hier starkes Gefälle hat.

### Vom 19. Jahrhundert bis zur Gegenwart
Das Denkmal Weiße Spitze, zwischen Penig und Amerika über dem Nordufer der Mulde gelegen, erinnert an die Kämpfe vom 6. bis 9. Oktober 1813 im Vorfeld der Völkerschlacht bei Leipzig. Die österreichische Vorhut der Armee unter Fürst Schwarzenberg traf hier auf das unter französischer Flagge stehende polnische Korps von Marschall Poniatowski, der den Rückzug von Marschall Murat von der Zschopau deckte. Heftige Feuergefechte um den Muldenübergang von Penig dauerten bis zum 9. Oktober gegen 15 Uhr und endeten mit der Preisgabe des Muldenübergangs durch die napoleonischen Streitkräfte. Auf beiden Seiten gab es über 1200 Tote und Verwundete. Das Denkmal wurde 1838 zum 25. Jahrestag der Schlacht errichtet.
Anfang des 19. Jahrhunderts begann die Industrialisierung, zunächst in der bereits seit 1537 bestehenden handwerklichen Papierherstellung in der Stadt: 1835 führte Ferdinand Flinsch mit einer englischen Papiermaschine die industrielle Papierfertigung ein. Diese Papierfabrik, später als „Peniger Patent Papiere“ weit bekannt, besteht noch heute als Unternehmen der Technocell Dekor.
Die Metallindustrie in Penig entwickelte sich aus der 1852 von Adolph Oeser gegründeten Zeugschmiede zur Maschinenfabrik & Eisengießerei AG, bestand in der DDR als VEB Getriebewerk weiter, und wurde 1990 vom Getriebehersteller Flender GmbH aus Bocholt übernommen. Nach der Übernahme von Flender durch die Siemens AG im Jahre 2005 als Siemens Industriegetriebe GmbH, nach Verkauf an die Carlyle Group im Jahr 2020 wieder als Flender GmbH firmierend.
Ein weiterer wichtiger Wirtschaftszweig der Stadt war die Textilindustrie, die jedoch in den 1990er Jahren vollständig zum Erliegen kam.
Gegen Ende des Zweiten Weltkrieges wurde außerhalb des heutigen Ortsteiles Langenleuba-Oberhain an der B 95 in Richtung Penig auf dem Gelände eines heutigen Reitsportklubs das Außenlager Penig des KZ Buchenwald eingerichtet für 700 jüdische Frauenhäftlinge, die von Januar bis April 1945 Flugzeugteile fertigten in den Max-Gehrt-Werken, die zur Junkers Flugzeug- und Motorenwerke AG gehörten. Zu ihnen kamen zuletzt 14- bis 15-jährige Mädchen aus dem KZ Auschwitz.
Im April 1945 begegneten sich in Penig sowjetische und amerikanische Verbände. Die sowjetischen Streitkräfte rückten von Lunzenau her nach Alt-Penig ein, während die US-Truppen von Burgstädt her bis zur Mulde vorstießen.
Die Grenze zwischen Thüringen und Sachsen, die heute an der Nordwestgrenze der Gemarkung Penig verläuft, verlief bis 1952 mitten durch den Ortsteil Niedersteinbach.

### Gedenkstätten

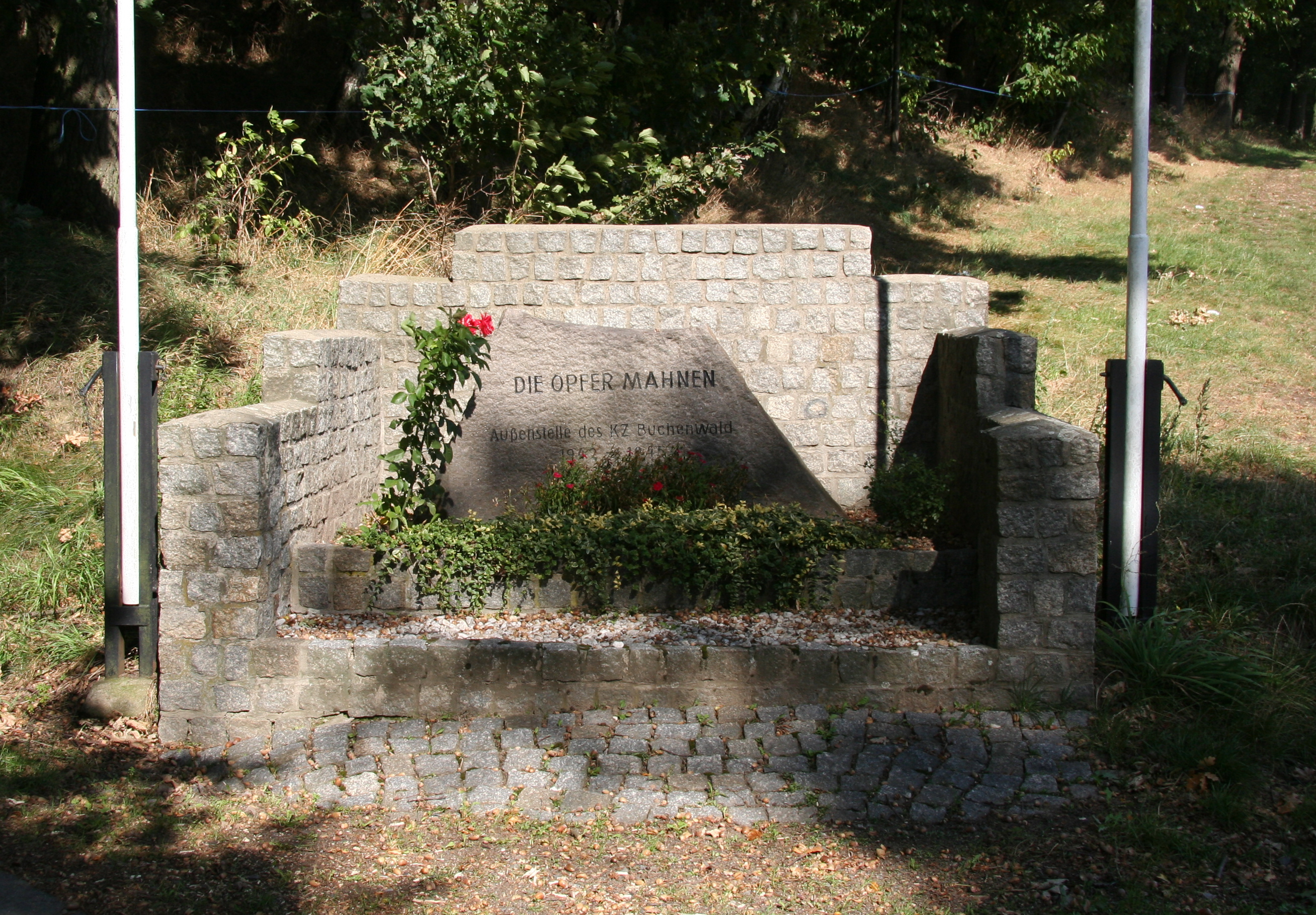
Gedenkstein, KZ-Außenlager

- Grabstätte auf dem Friedhof des Ortsteiles Langenleuba-Oberhain für 14 Frauenhäftlinge des KZ-Außenlagers, die Opfer von Zwangsarbeit wurden. Eine Gedenkanlage am ehemaligen Standort des Außenlagers erinnert an die umgekommenen Frauen
- Gedenktafel von 1964 am Haus Langer Berg 3 für den kommunistischen Widerstandskämpfer Arthur Geißler, „von den Faschisten ermordet 1941“. Tatsächlich wurde Geißler, der 1933 über die Tschechoslowakei in die UdSSR emigrierte – Frau und Kinder folgten 1934 – und als Schlosser im Rybinsker Werk für Motorkutterbau tätig war, am 7. Januar 1938 dort verhaftet und am 6. Juni 1938 erschossen.[7]
- Denkmal für die Kriegsgefallenen beider Weltkriege in Tauscha

### Eingemeindungen
| Ehemalige Gemeinde     | Datum          | Anmerkung |
| ---------------------- | -------------- | --- |
| Altpenig               | 1833           | |
| Arnsdorf (mit Amerika) | 1. Januar 1994 | |
| Chursdorf              | 1. Januar 1999 | |
| Dittmannsdorf          | 1. April 1935  | |
| Langenleuba-Oberhain   | 1. Januar 1994 | Zusammenschluss mit Niedersteinbach zu Langensteinbach                                                                                          |
| Langensteinbach        | 1. Januar 2003 | |
| Markersdorf            | 1. Juli 1964   | Eingemeindung nach Thierbach |
| Niedersteinbach        | 1. Juli 1950   | Eingemeindung nach Wernsdorf |
| Niedersteinbach        | 1. Januar 1994 | Zusammenschluss mit Langenleuba-Oberhain zu Langensteinbach                                                                                     |
| Obergräfenhain         | 1. Juli 1996   | Eingemeindung nach Langensteinbach |
| Obersteinbach          | 1. Juli 1950   | Eingemeindung nach Wernsdorf |
| Steinbach              | 1. April 1928  | Teileingliederung nach Niedersteinbach infolge Gebietsaustausches von Thüringen an Sachsen, restliche Gemeinde 1953 nach Wernsdorf eingemeindet |
| Steinbach              | 1. Januar 1953 | Eingemeindung nach Wernsdorf infolge der am 4. Dezember 1952 vom Kreis Altenburg in den Kreis Geithain gewechselten Gemeinde                    |
| Tauscha                | 1. Januar 1999 | |
| Thierbach              | 1. Januar 1999 | |
| Wernsdorf              | 1. Januar 1956 | Umbenennung in Niedersteinbach |
| Zinnberg               | 1. Januar 1949 | Eingemeindung nach Thierbach |

### Einwohnerentwicklung
| - 1486 – 00.728 - 1772 – 02.051 - 1832 – 03.526 - 1840 – 03.878 - 1852 – 04.433 - 1861 – 04.933 - 1871 – 05.460 - 1885 – 06.046 | - 1895 – 06.582 - 1925 – 07.405 - 1927 – 07.724 - 1933 – 08.720 - 1935 – 08.770 - 1939 – 08.533 - 1945 – 10.654 - 2005 – 10.408 | - 2006 – 10.276 - 2007 – 10.134 - 2008 – 09.968 - 2009 – 09.728 - 2010 – 09.564 - 2011 – 09.469 - 2012 – 09.390 - 2013 – 09.279 | - 2015 – 09.053 - 2016 – 08.971 - 2017 – 08.821 - 2018 – 08.793 - 2019 – 08.730 - 2020 – 08.642 - 2022 – 08.445 - 2024 – 08.256 |

Die Einwohner verteilen sich wie folgt auf die Ortsteile (Stand 31. Dezember 2023):

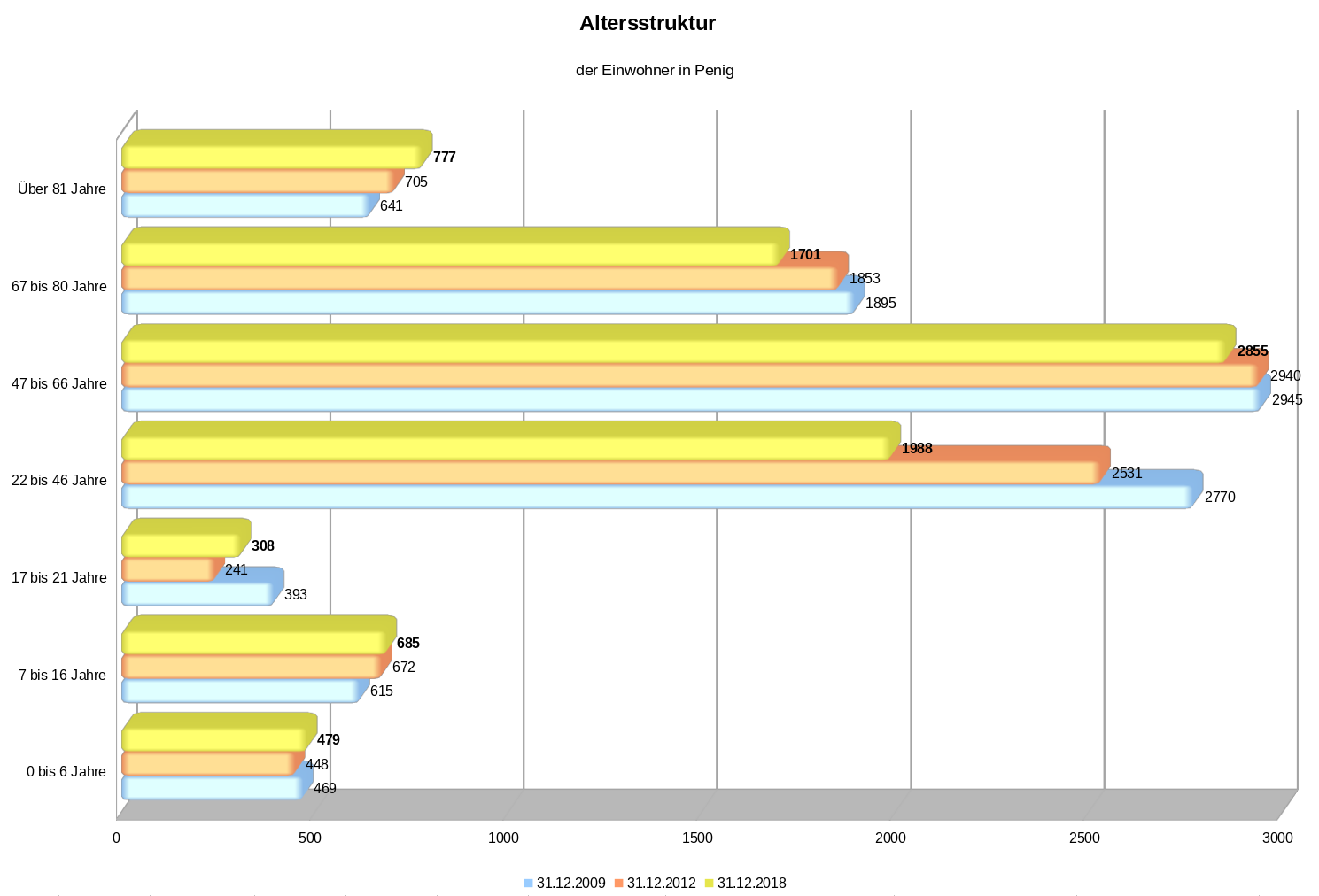
Altersstruktur der Einwohner von Penig

| Ortsteil             | Einwohner |
| -------------------- | --------- |
| Penig                | 4.725     |
| Amerika              | 45        |
| Arnsdorf             | 243       |
| Chursdorf            | 437       |
| Langenleuba-Oberhain | 973       |
| Markersdorf          | 120       |
| Niedersteinbach      | 358       |
| Obergräfenhain       | 416       |
| Tauscha              | 539       |
| Thierbach            | 210       |
| Wernsdorf            | 211       |
| Zinnberg             | 99        |

## Politik

### Stadtrat
Die Kommunalwahlen 2004, 2009, 2014, 2019 und 2024 lieferten folgende Ergebnisse:
| Stadtrat ab 2024Insgesamt 18 Sitze - Linke: 1 - UBfP: 3 - FWGP: 6 - CDU: 8 | Parteien und Wählergemeinschaften    | % 2024 | Sitze 2024 | % 2019 | Sitze 2019 | % 2014 | Sitze 2014 | % 2009 | Sitze 2009 | % 2004 | Sitze 2004 |
| Stadtrat ab 2024Insgesamt 18 Sitze - Linke: 1 - UBfP: 3 - FWGP: 6 - CDU: 8 | CDU                                  | 43,1   | 8          | 37,2   | 7          | 48,2   | 11         | 49,6   | 12         | 45,4   | 10         |
| Stadtrat ab 2024Insgesamt 18 Sitze - Linke: 1 - UBfP: 3 - FWGP: 6 - CDU: 8 | Freie Wählergemeinschaft Penig e. V. | 30,6   | 6          | 32,1   | 6          | 15,3   | 3          | 8,1    | 1          | 18,2   | 4          |
| Stadtrat ab 2024Insgesamt 18 Sitze - Linke: 1 - UBfP: 3 - FWGP: 6 - CDU: 8 | Unabhängige Bürger für Penig (UBfP)  | 18,5   | 3          | 14,7   | 2          | n.k.   | n.k.       | n.k.   | n.k.       | n.k.   | n.k.       |
| Stadtrat ab 2024Insgesamt 18 Sitze - Linke: 1 - UBfP: 3 - FWGP: 6 - CDU: 8 | Die Linke                            | 7,8    | 1          | 16,0   | 3          | 22,8   | 5          | 22,1   | 5          | 22,7   | 5          |
| Stadtrat ab 2024Insgesamt 18 Sitze - Linke: 1 - UBfP: 3 - FWGP: 6 - CDU: 8 | SPD                                  | n.k.   | n.k.       | n.k.   | n.k.       | 12,3   | 3          | 15,2   | 3          | 13,6   | 3          |
| Stadtrat ab 2024Insgesamt 18 Sitze - Linke: 1 - UBfP: 3 - FWGP: 6 - CDU: 8 | FDP                                  | n.k.   | n.k.       | n.k.   | n.k.       | 1,4    | 0          | 5,0    | 1          | x      | x          |
| Stadtrat ab 2024Insgesamt 18 Sitze - Linke: 1 - UBfP: 3 - FWGP: 6 - CDU: 8 | Gesamt                               | 100,0  | 18         | 100,0  | 18         | 100,0  | 22         | 100,0  | 22         | 100,0  | 22         |
| Stadtrat ab 2024Insgesamt 18 Sitze - Linke: 1 - UBfP: 3 - FWGP: 6 - CDU: 8 | Wahlbeteiligung in %                 | 67,5   | 67,5       | 63,4   | 63,4       | 49,7   | 49,7       | 50,0   | 50,0       | 44,7   | 44,7       |

### Bürgermeister

Rathaus von Penig

Am 30. Juni 1833 wurde der Advokat und Stadtschreiber Wilhelm Traugott Wenzel als Bürgermeister verpflichtet. Am 28. Juli 1849 wurde er wegen Beteiligung an Ereignissen im Mai 1849 vom Amt suspendiert. Übergangsweise wurde der Advokat Anton Hüttenrauch am 9. November 1849 als Bürgermeister bestellt. Die Suspendierung von Wenzel wurde am 30. April 1850 aufgehoben. Da er aber bereits offiziell sein Amt niedergelegt hatte, wurde eine Neuwahl fällig. Diese erfolgte am 7. August 1850. Der Advokat Ernst Gustav Adam wurde am 20. November 1850 als neuer Bürgermeister verpflichtet. Auf ihn folgte am 12. November 1858 Gustav Pflug. Er trat von seinem Amt freiwillig zurück und am 24. März 1862 erfolgte die Wahl von Herrn Klotz als neuer Bürgermeister der Stadt Penig. Er legte sein Amt Ende September 1873 nieder, mit Verweis auf § 197 der Allgemeinen Städteordnung. Daraufhin kam es zum Beschluss, das nachfolgende Bürgermeister keine Rechtsanwaltspraxis als Nebenbeschäftigung betreiben dürfen. Der Nachfolger von Klotz war ein Chemnitzer Ratsassessor, Emil Theodor Clauß, der am 2. September 1874 sein Amt antrat und am 30. September 1885 Bürgermeister der Stadt Eisenberg wurde. Somit wurde am 23. April 1885 der Referendar und königliche Amtsanwalt Carl Ernst Otto Mücklich neuer Bürgermeister in Penig. Er hatte das Amt inne bis zu seiner Berufung als Bürgermeister der Stadt Löbau. Sein Nachfolger, der Rechtsanwalt Johannes Carl Weber, wurde am 5. Mai 1890 in das Amt eingeführt. Er erfreute sich großer Beliebtheit und wurde am 3. September 1895 einstimmig auf Lebenszeit neu gewählt. Dennoch legte er am 15. April 1896 sein Amt nieder um später als Syndicus und zweiter Bürgermeister der Stadt Altenburg aufzutreten. Am 19. Mai 1896 wurde Ullrich Mehnert einstimmig zum neuen Bürgermeister wählt. Er wurde 1922 durch W. Knoth im Amt abgelöst.
Nach dem Zweiten Weltkrieg wurde Gustav Adolf Weigand, ein Antifaschist und ehemaliger Insasse im KZ Sachsenhausen, der erste Bürgermeister der Stadt. Am 15. Januar 1953 trat er aus gesundheitlichen Gründen vom Amt zurück.
Bei der Kommunalwahl am 6. Mai 1990 erzielte die CDU das beste Ergebnis und stellte mit Horst Otto den neuen Bürgermeister. Von April 1993 bis 2020 war Thomas Eulenberger Bürgermeister der Stadt Penig. Sein Vorgänger im Amt, Siegvard Kirst, wurde am 25. Februar 1993 durch die Stadtverordnetenversammlung abgewählt.
Im Juni 2015 wurde Thomas Eulenberger mit 76,6 % der Stimmen im Amt bestätigt, Ringo Gründel (DIE LINKE) erhielt 12,1 %, Ronny Wiehl (SPD) 11,3 % der Stimmen.
Anfang November 2019 wurde bekannt, dass er am 31. Juli 2020 sein Amt abgibt. Die Wahl zum neuen Bürgermeister ist für den 7. Juni 2020 geplant, ein eventueller zweiter Wahlgang am 28. Juni 2020 vorgesehen. Nach einer Entscheidung der Sächsischen Staatsregierung wird die Bürgermeisterwahl 2020 auf Grund der derzeitigen Corona-Pandemie auf den Herbst 2020 verschoben. Als neuer Termin ist der 20. September vorgeschlagen, mit einem möglichen 2. Wahlgang am 11. Oktober.
Im 1. Wahlgang am 20. September 2020 erhielt kein Kandidat die erforderliche Mehrheit. Bei einer Wahlbeteiligung von 58,8 % erzielten die Kandidaten folgende Ergebnisse: André Wolf (CDU) 35,7 %, Ronny Wiehl (FWGP e. V.) 28,5 %, Mike Tauchmann (UBfP) 15,0 %, Michael Jahn 16,0 % und Romy Möbius 4,8 %.
Zum 2. Wahlgang am 11. Oktober 2020 traten alle 5 Kandidaten erneut an. Bei einer Wahlbeteiligung von 54,7 % erzielte der Kandidat André Wolf (CDU) mit 42,7 % das beste Ergebnis und ist damit Gewinner der Wahl und der zukünftige Bürgermeister der Stadt Penig. Die anderen Kandidaten erzielten folgende Ergebnisse: Ronny Wiehl (FWGP e. V.) 38,7 %, Mike Tauchmann (UBfP) 8,3 %, Michael Jahn 8,3 % und Romy Möbius 2,0 %.
| Wahl | Bürgermeister      | Vorschlag | Wahlergebnis (in %) |
| ---- | ------------------ | --------- | ------------------- |
| 2020 | André Wolf         | CDU       | 42,7                |
| 2015 | Thomas Eulenberger | CDU       | 76,6                |
| 2008 | Thomas Eulenberger | CDU       | 98,8                |
| 2001 | Thomas Eulenberger | CDU       | 98,0                |
| 1994 | Thomas Eulenberger | CDU       | 97,0                |

### Wappen
| Peniger Wappen | Blasonierung: „Auf silbernem Grund eine rote Rose, mit einem goldenen Butzen und fünf grünen Kronblättern.“                                                      |
| Peniger Wappen | Wappenbegründung: Die Rose steht für das Familienwappen der Altenburger Burggrafen, der Gründer der Stadt. Sie ist auch im Wappen der Stadt Altenburg zu finden. |

### Städtepartnerschaften
- Braunsbach (Deutschland)
- Uttenweiler (Deutschland)

## Kultur und Sehenswürdigkeiten
- siehe auch: Liste der Kulturdenkmale in Penig

### Bauwerke

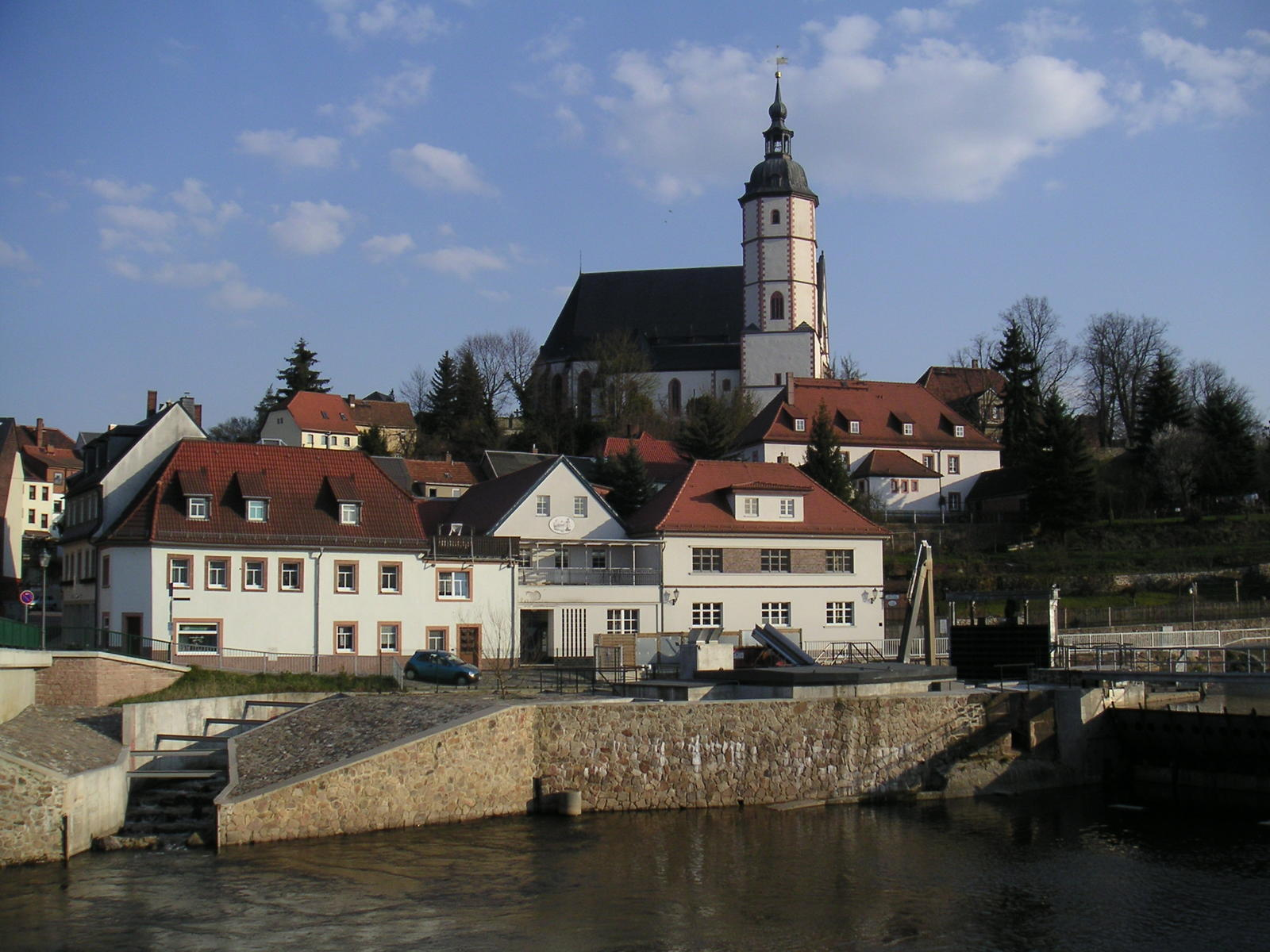
Stadtkirche „Unser Lieben Frauen Auf Dem Berge“ in Penig
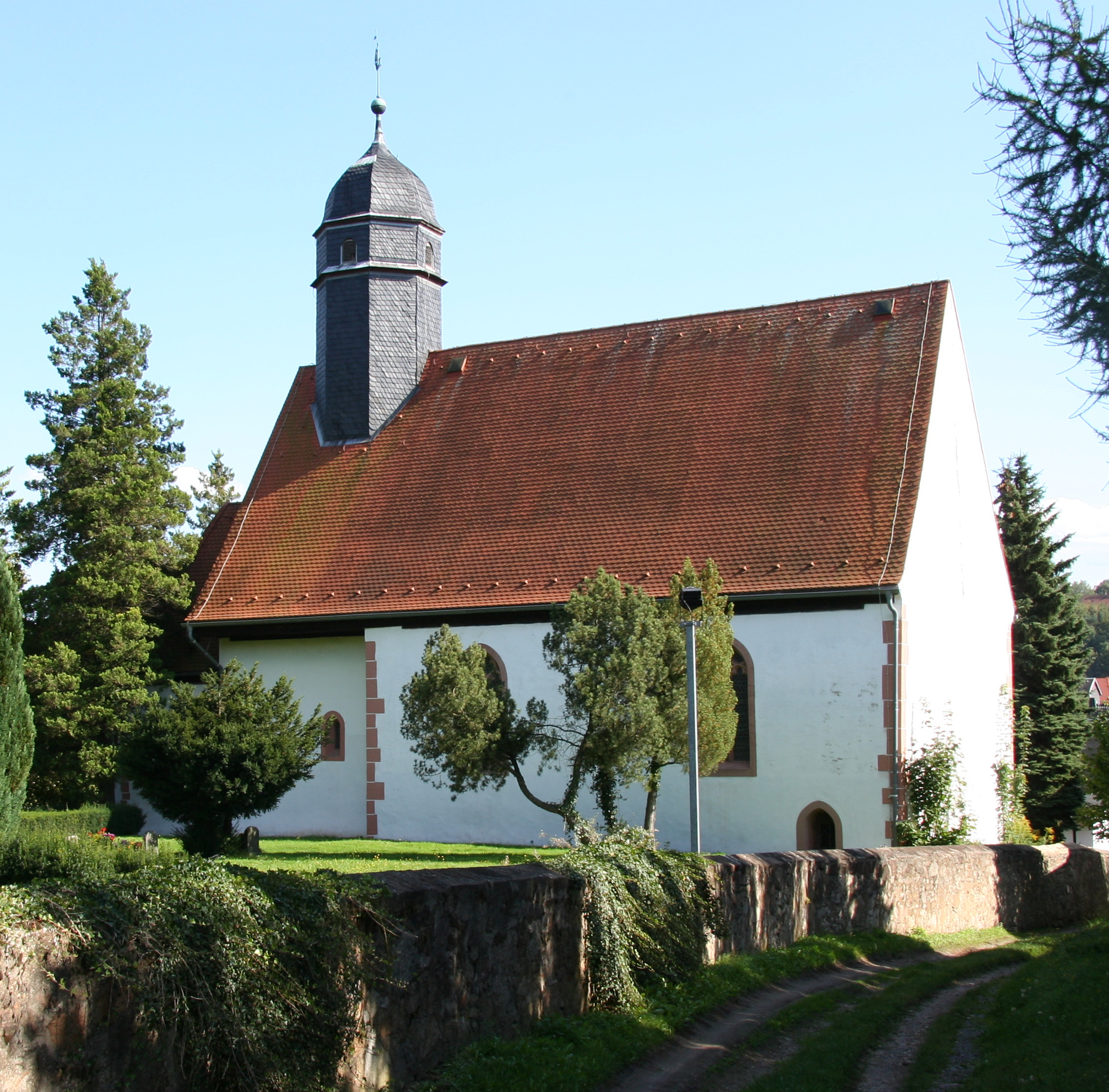
Romanische Kirche St. Aegidius

Das stattliche dreigeschossige Rathaus im Stil der sächsischen Frührenaissance wurde in seinen Grundzügen um 1545 erbaut.
Unter den Kirchenbauten ist einerseits die spätgotische Stadtkirche „Unser Lieben Frauen auf dem Berge“ zu nennen. Sie bestand zuerst aus der um 1280 erbauten Begräbniskapelle „Zur Herrlichkeit“. Von 1476 bis 1515 wurde zunächst der Turm, danach das Kirchenschiff im spätgotischen Stil angebaut. Der zweite bedeutsame Kirchenbau, die spätromanische Saalkirche St. Aegidien (auch: St. Ägidius), 1157 erstmals urkundlich erwähnt, ist das älteste Bauwerk der Stadt.

#### Altes und Neues Schloss Penig

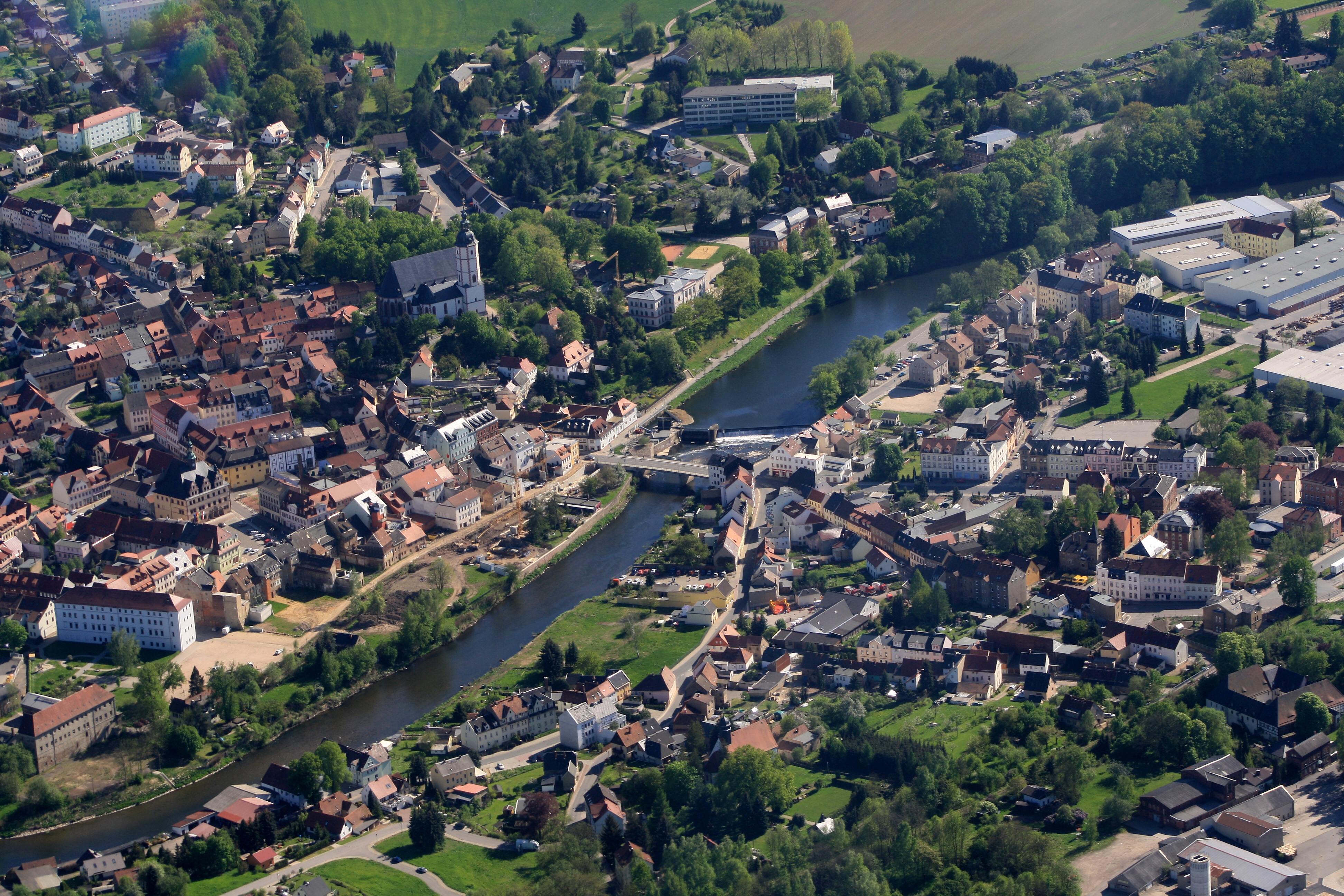
Luftbild der Stadt mit Altem und Neuem Schloss(links unten)

Das Alte Schloss wurde als Wasserburg etwa um 1300 bis 1320 erbaut und im 16. Jahrhundert zum Schloss umgebaut. 1355 erfolgte die Ersterwähnung als „castrum“ (Burg). Es war ein Sitz der Burggrafen von Leisnig, deren Herrschaft 1323 mit Otto I. begann und 1538 mit Hugo zu Ende ging, als die Herrschaft an die Wettiner fiel, die 1543 das Haus Schönburg mit ihr belehnten. Wolf II. von Schönburg zu Glauchau und Waldenburg (1532–1581), seit 1566 Herr zu Penig, Wechselburg und Rochsburg, begründete die Untere Linie der Schönburger. Die Söhne Wolfs III. (1556–1612) begründeten die Zweige zu Penig-Rochsburg und zu Wechselburg. Als die Glauchauer Linie 1610 ausstarb, fiel auch die Herrschaft Glauchau an die Untere Linie, wobei der Penig-Rochsburger Zweig Forderglauchau übernahm, während der Wechselburger Zweig Hinterglauchau besaß. Bis zur Auflösung des gräflich-schönburgischen Gerichts, dessen Gerichtsbarkeit 1856 erlosch, war das Alte Schloss Sitz der Rechtsprechung. 1889 verkaufte Carl Graf von Schönburg-Forderglauchau Altes und Neues Schloss an die Peniger Papierfabrik. Im Alten Schloss wurden Wohnungen eingerichtet. Im Jahr 2012 verkaufte die Stadt das mittlerweile verfallende Alte Schloss an Alfred Prinz von Schönburg-Hartenstein aus Wien, der bereits die Burg Stein in Hartenstein saniert hatte. Er lässt es seit 2014 renovieren. Im Schloss sollen Wohn- und Empfangsräume, Gästezimmer und die Verwaltung der eigenen Forstflächen um Rochsburg und Penig untergebracht werden.

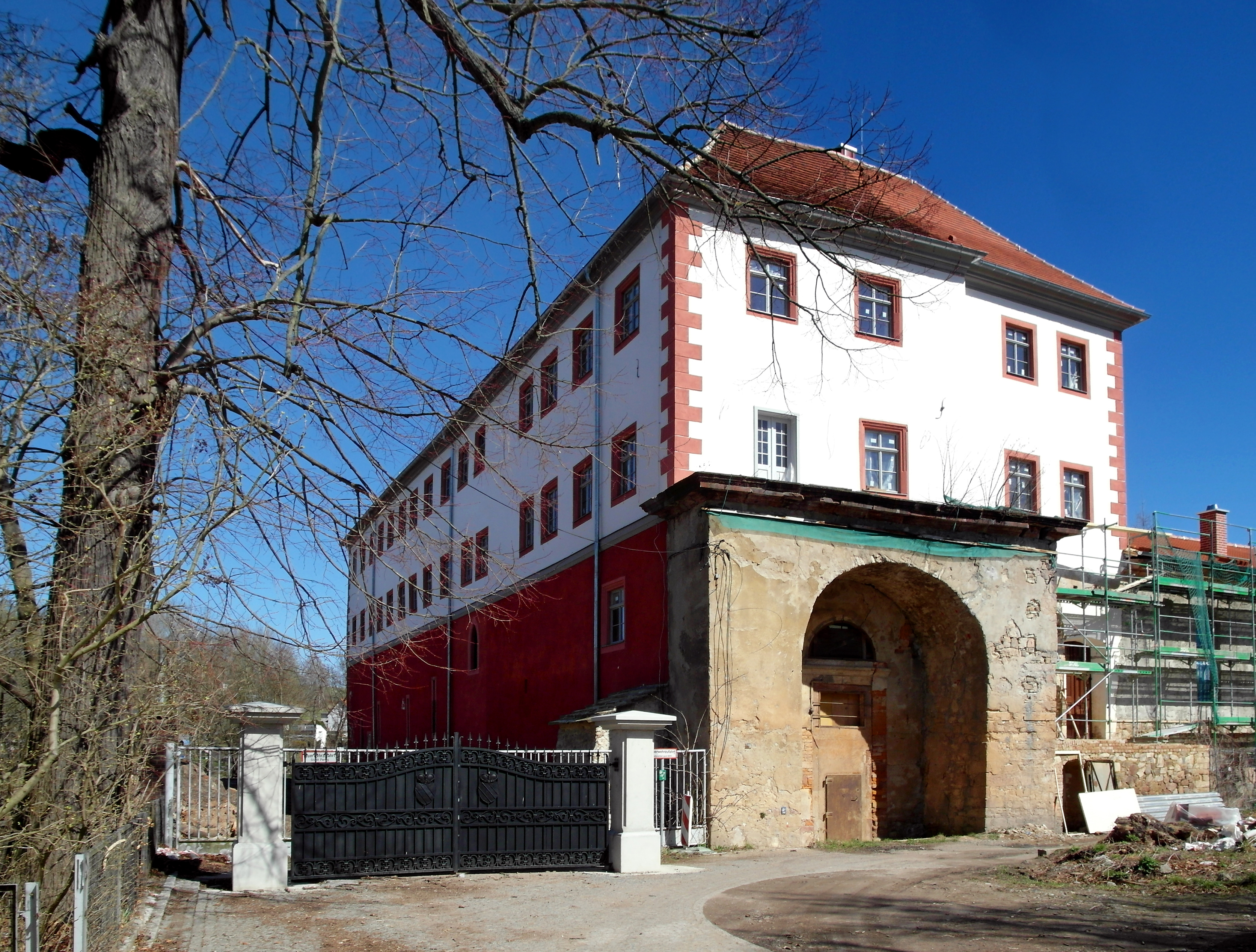
Altes Schloss, 2018
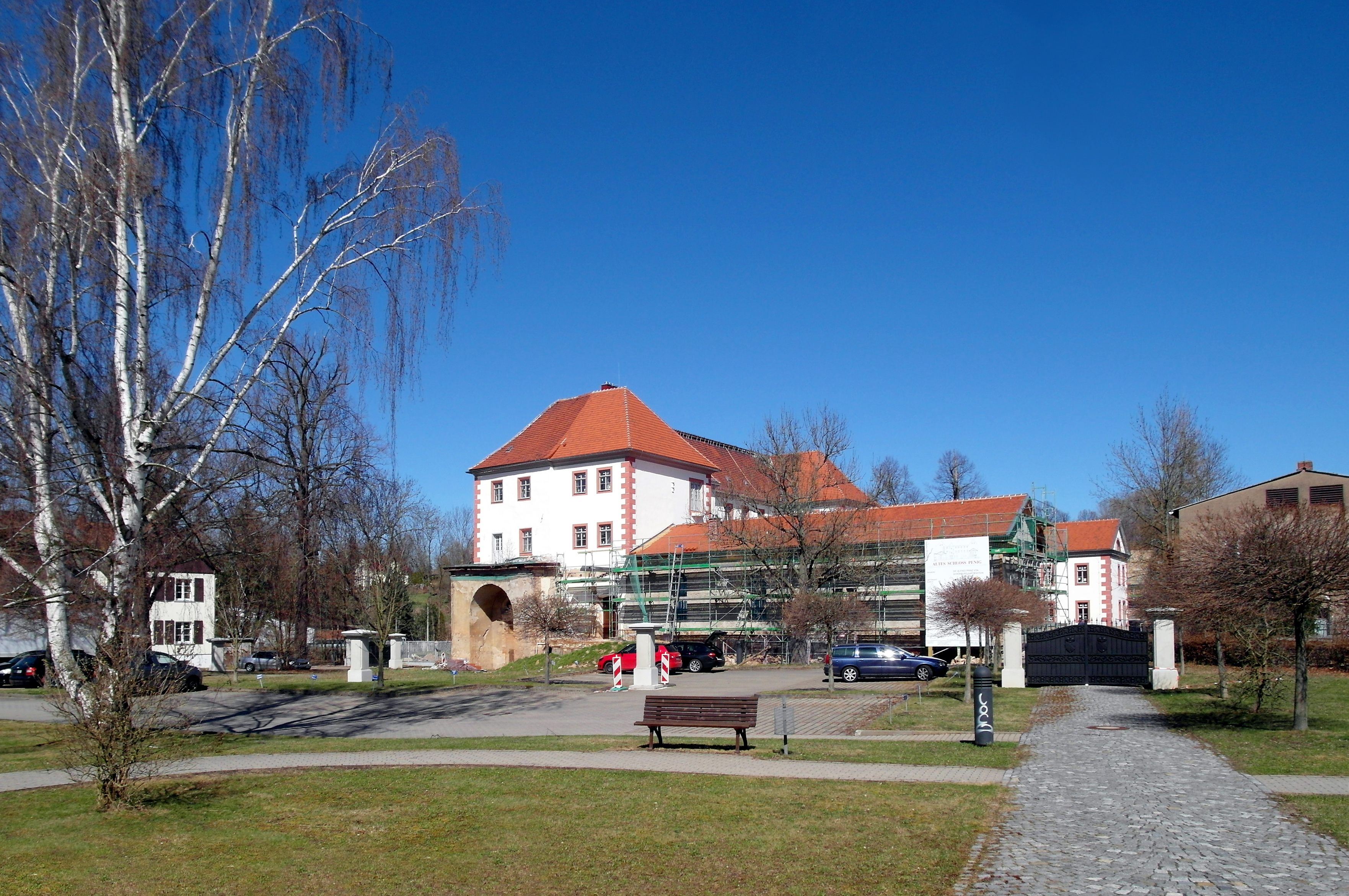
Ansicht von Süden
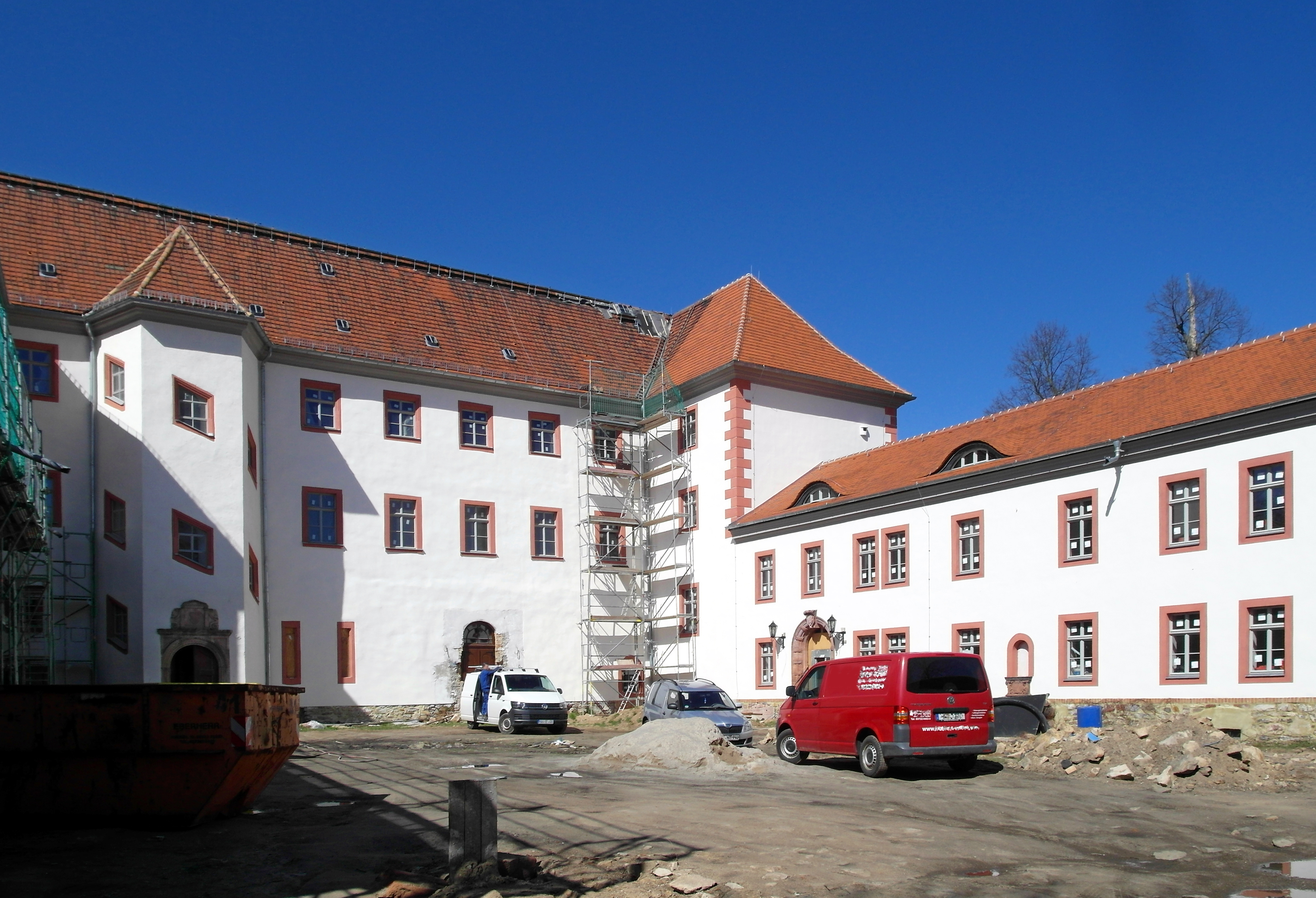
Schlosshof
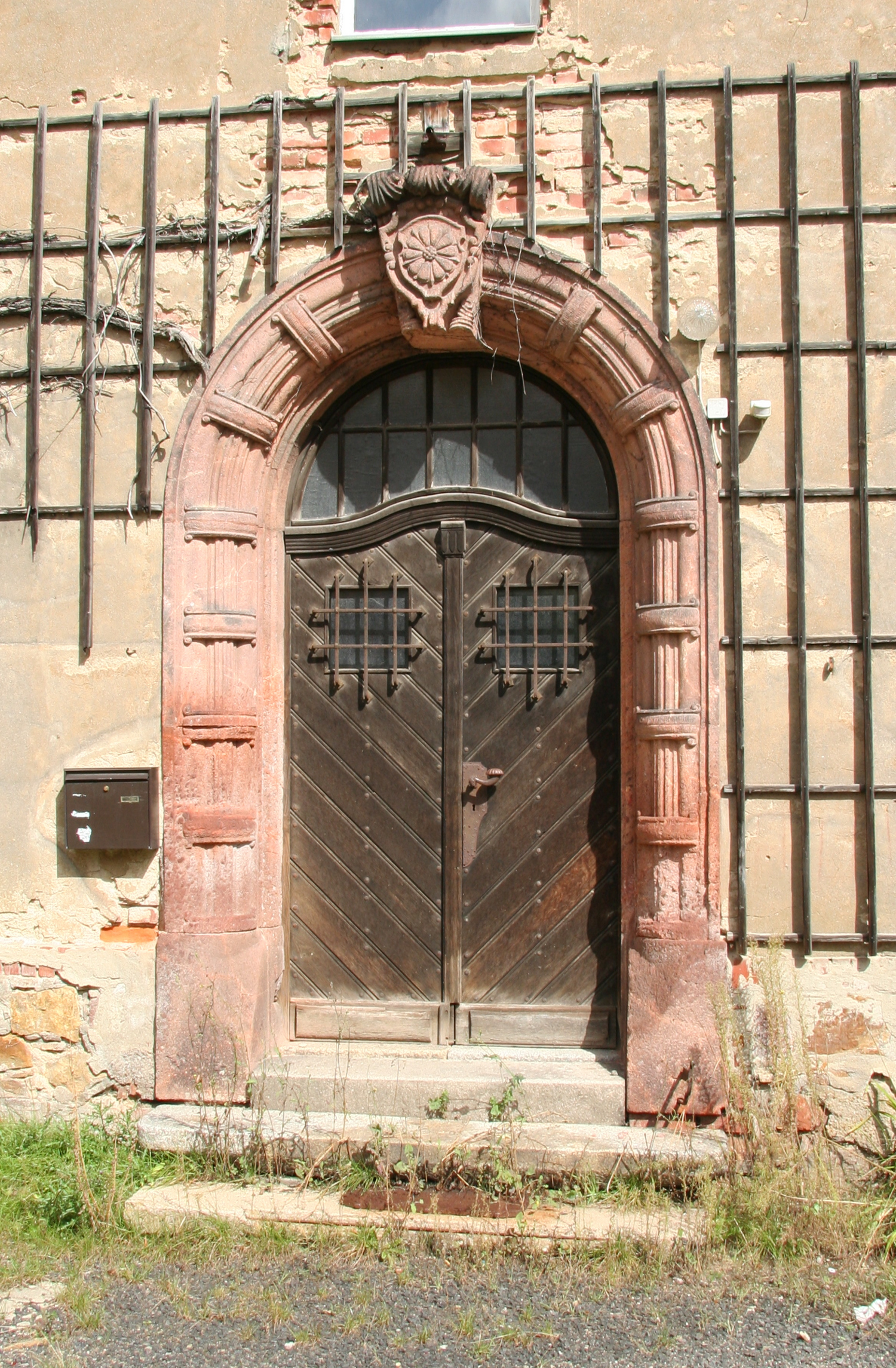
Portal am Seitenflügel mit Wappen der Burggrafen von Altenburg
Wappen der Burggrafen von Altenburg
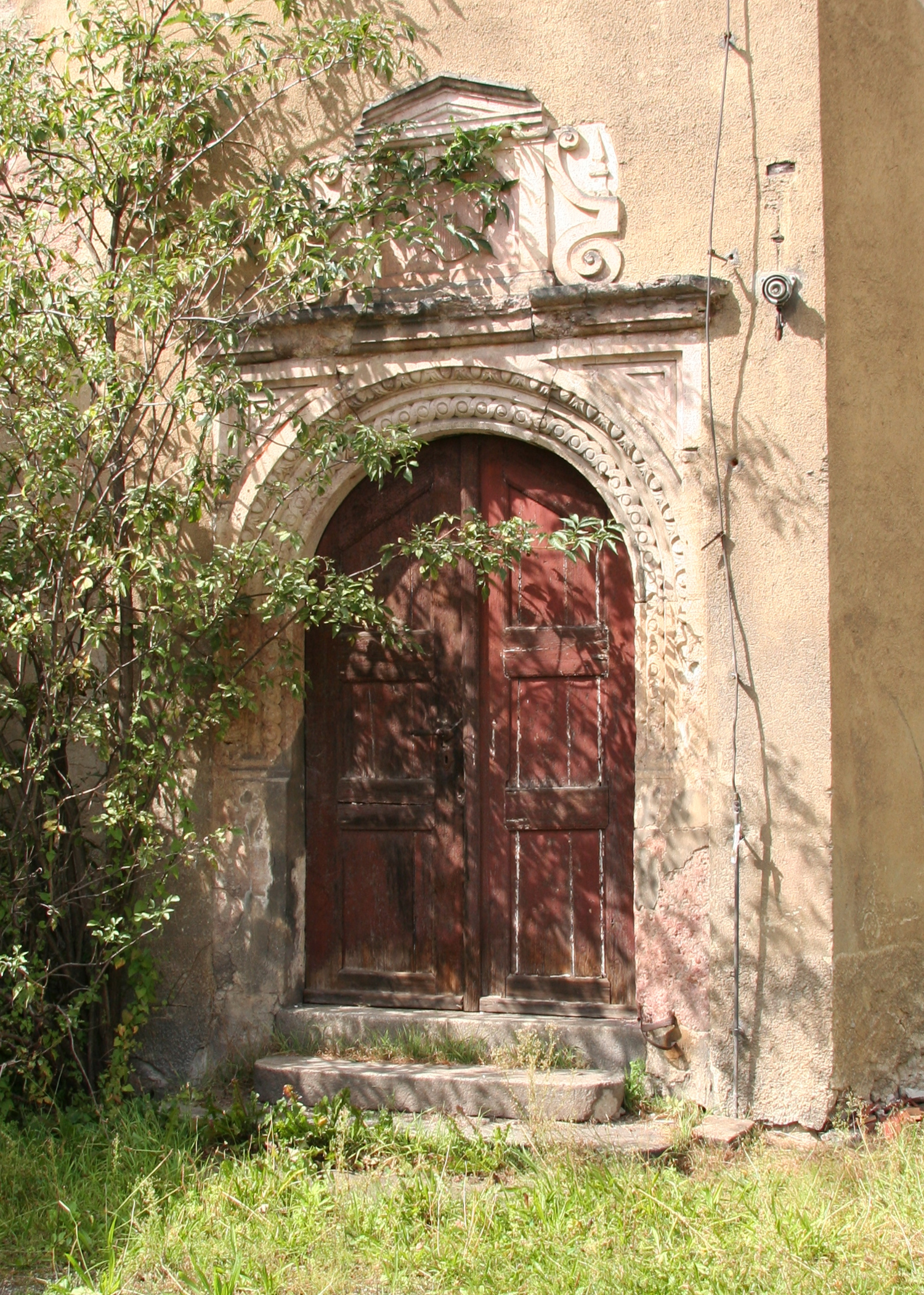
Portal am Renaissance-Treppenturm
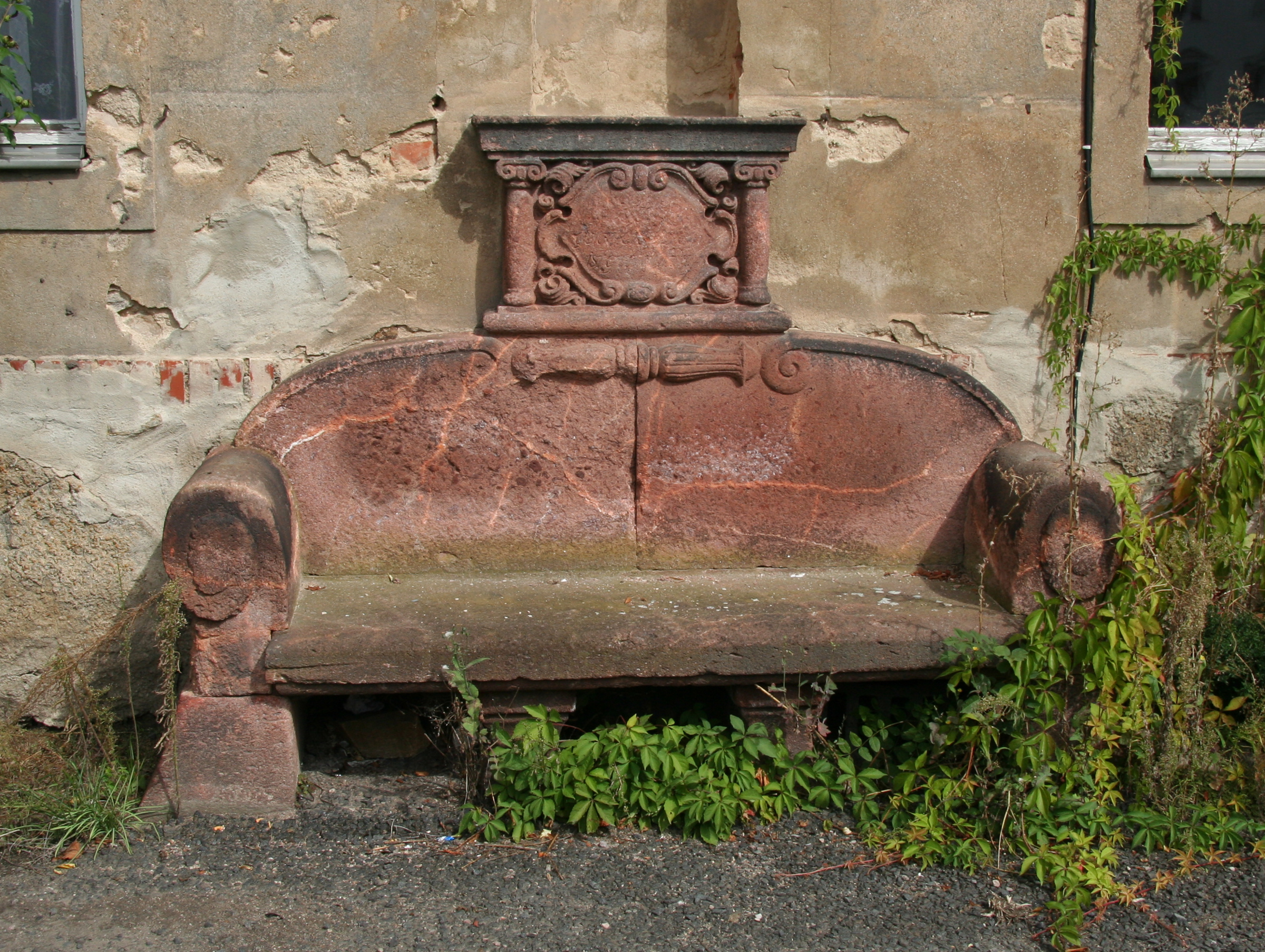
Bank im Schlosshof
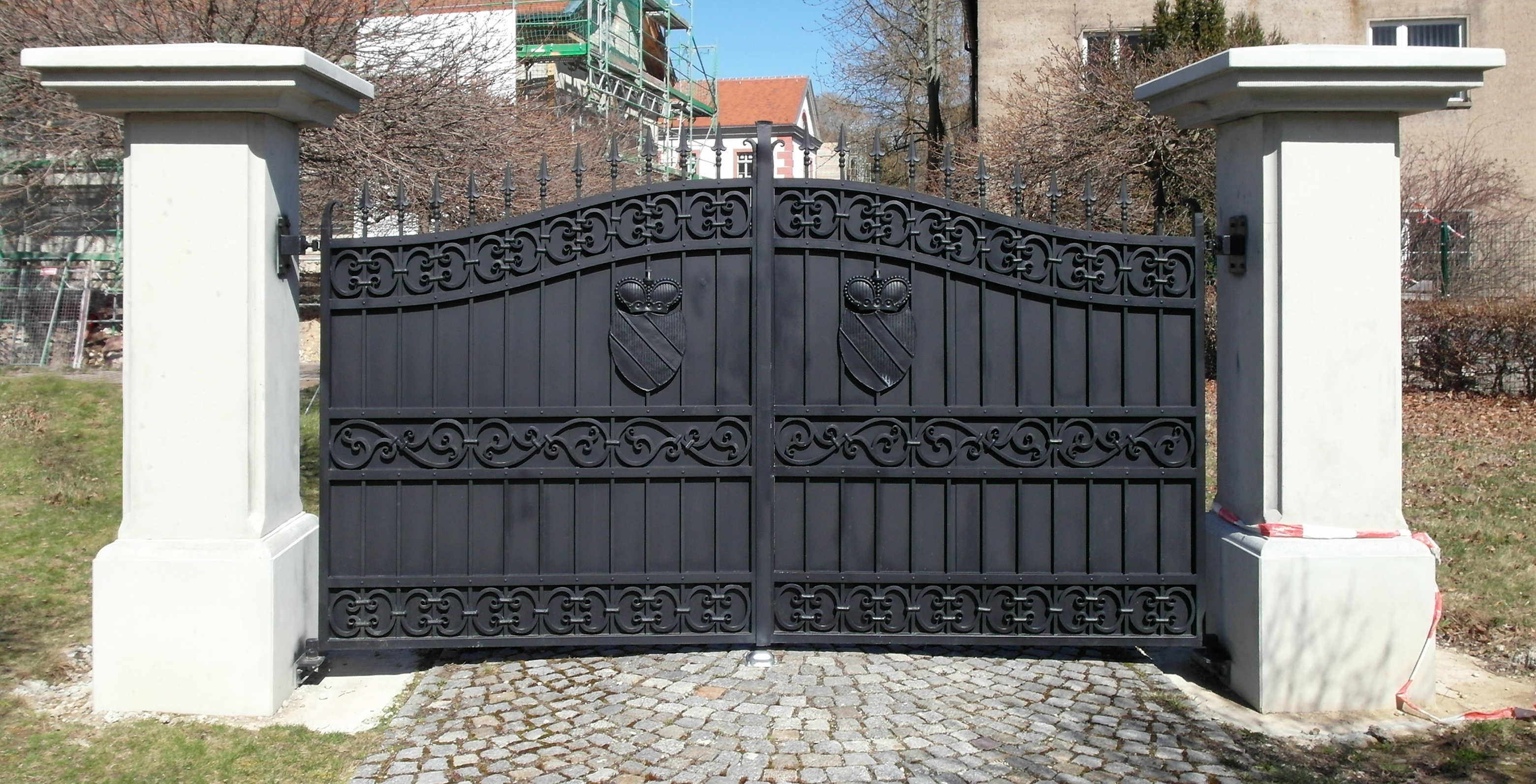
Neu errichtetes Tor mit schönburgischem Wappen
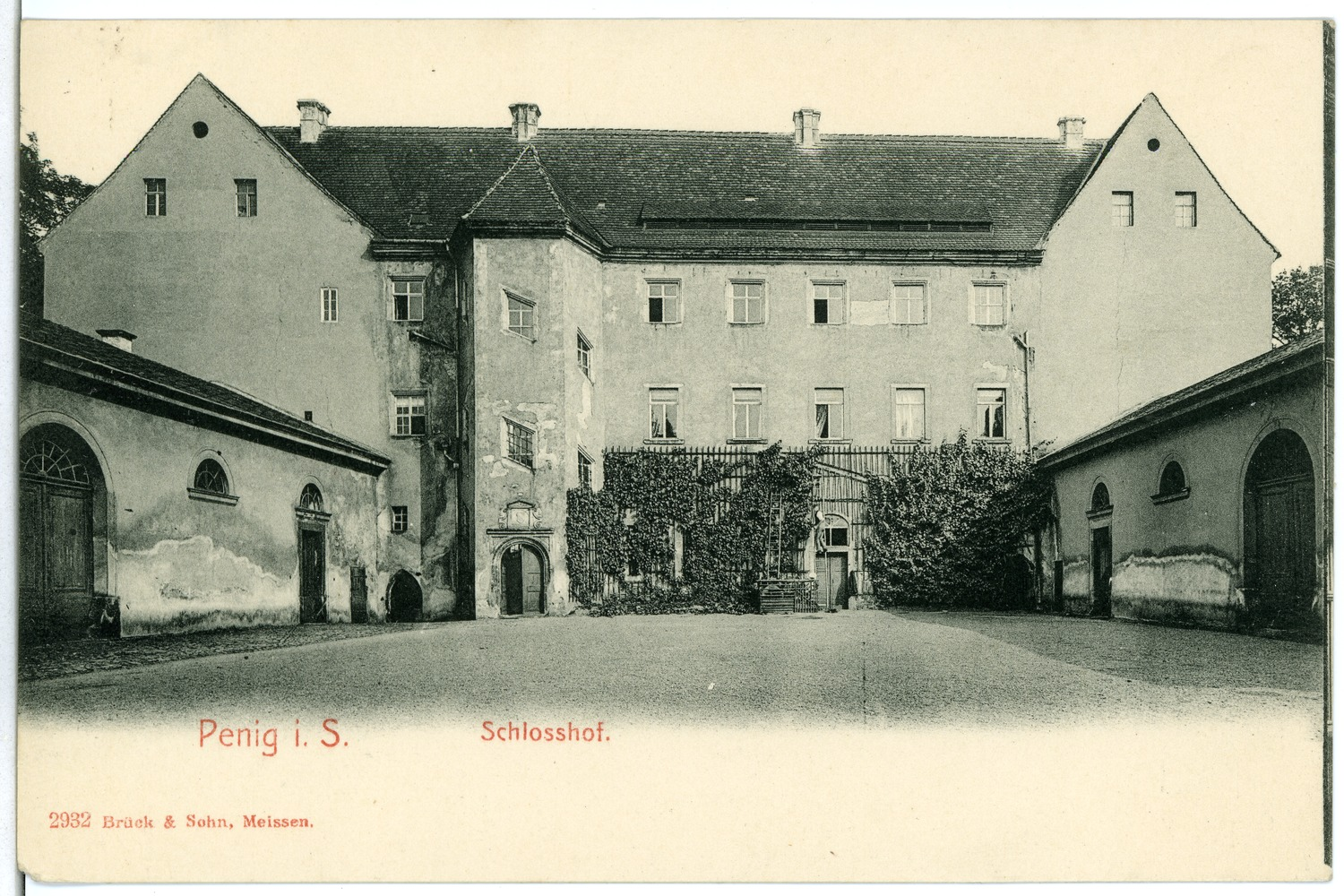
Altes Schloss um 1903

Das Neue Schloss ist ein stattliches Bauwerk am Kopfende des Schlossplatzes. Es ist dem Alten Schloss vorgelagert (und wurde daher auch als „vorderes Schloss“ betitelt) und grenzt den Schlossplatz nach der Nordseite ab. Erbaut wurde es 1556/57 durch Wolf I. von Schönburg im Stile der Renaissance und zwischen 1787/90 im Stile des Klassizismus erneuert. Laut andere Quelle ließ Wolf II. von Schönburg-Penig (1532–1581) das „vordere Schloss“ im Jahre 1557 errichten. Ein Stich des Georg Hofnagel zeigt den damaligen Renaissancezustand im Jahre 1617. Es war ein hoher dreigeschossiger Bau mit vier Giebeln. Die Frondienste zum klassizistischen Schlossumbau waren Anlass zu Unruhen der Bauern im Raum Penig, die in den sächsischen Bauernaufstand vom 30. August 1790 gipfelten. Es wurde im Stil des Klassizismus ohne jegliche Schmuckelemente umgebaut oder neu errichtet. Seitdem wird es als „Neues Schloss“ betitelt.

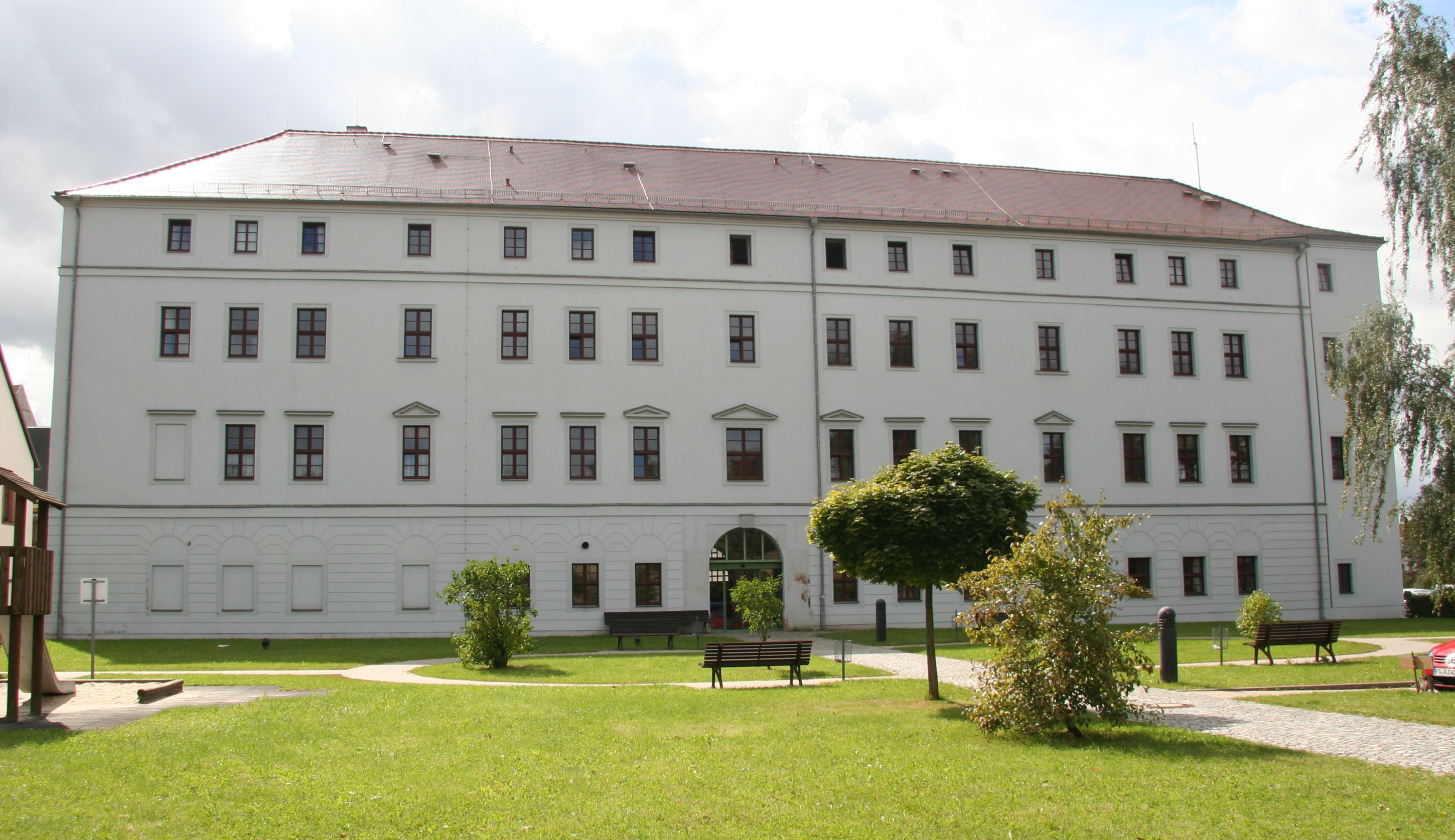
Neues Schloss (klassizistisches Schloss), Parkansicht
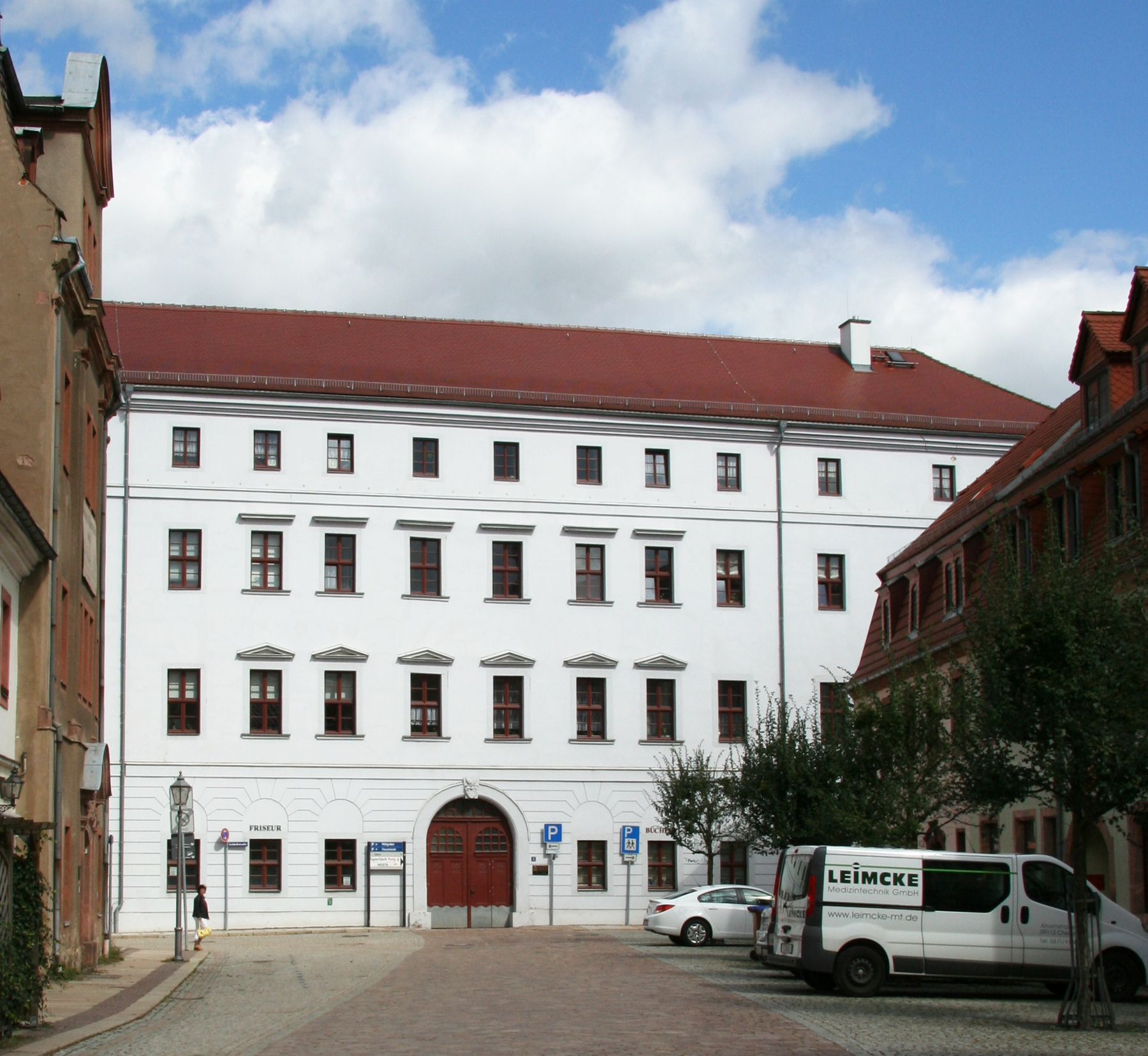
Marktseite
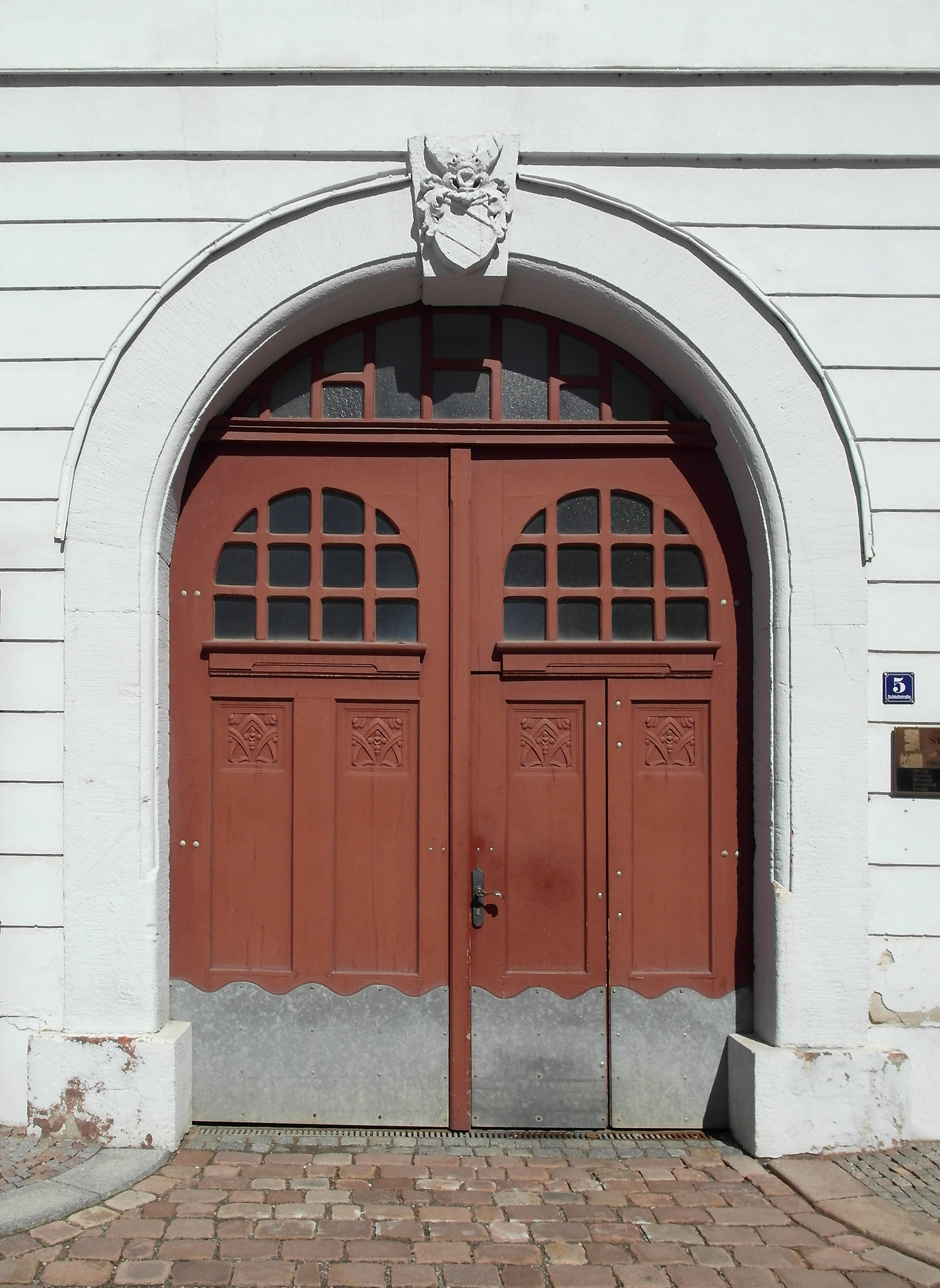
Portal an der Marktseite
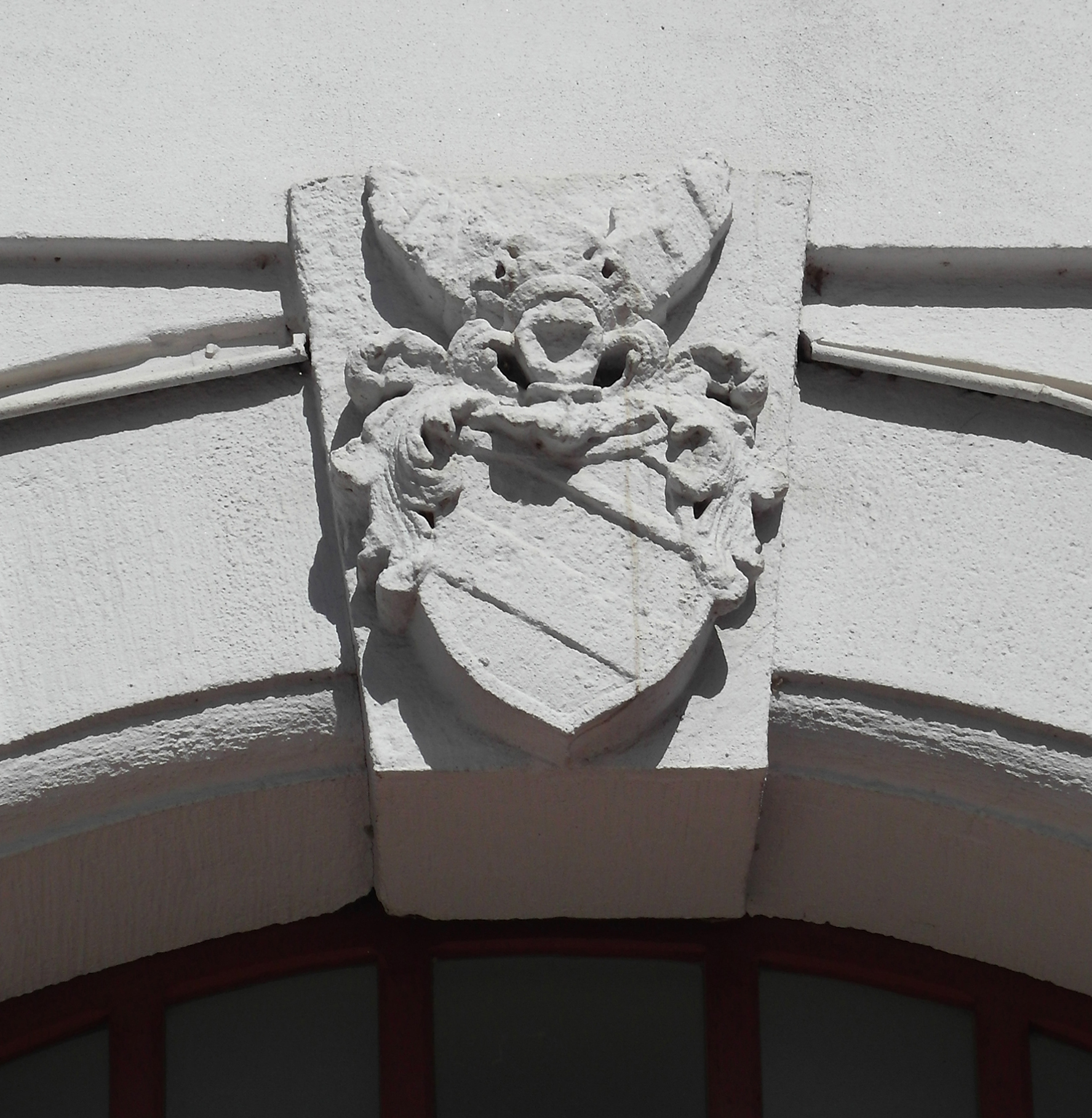
Schönburgisches Wappen über dem Portal (Marktseite)
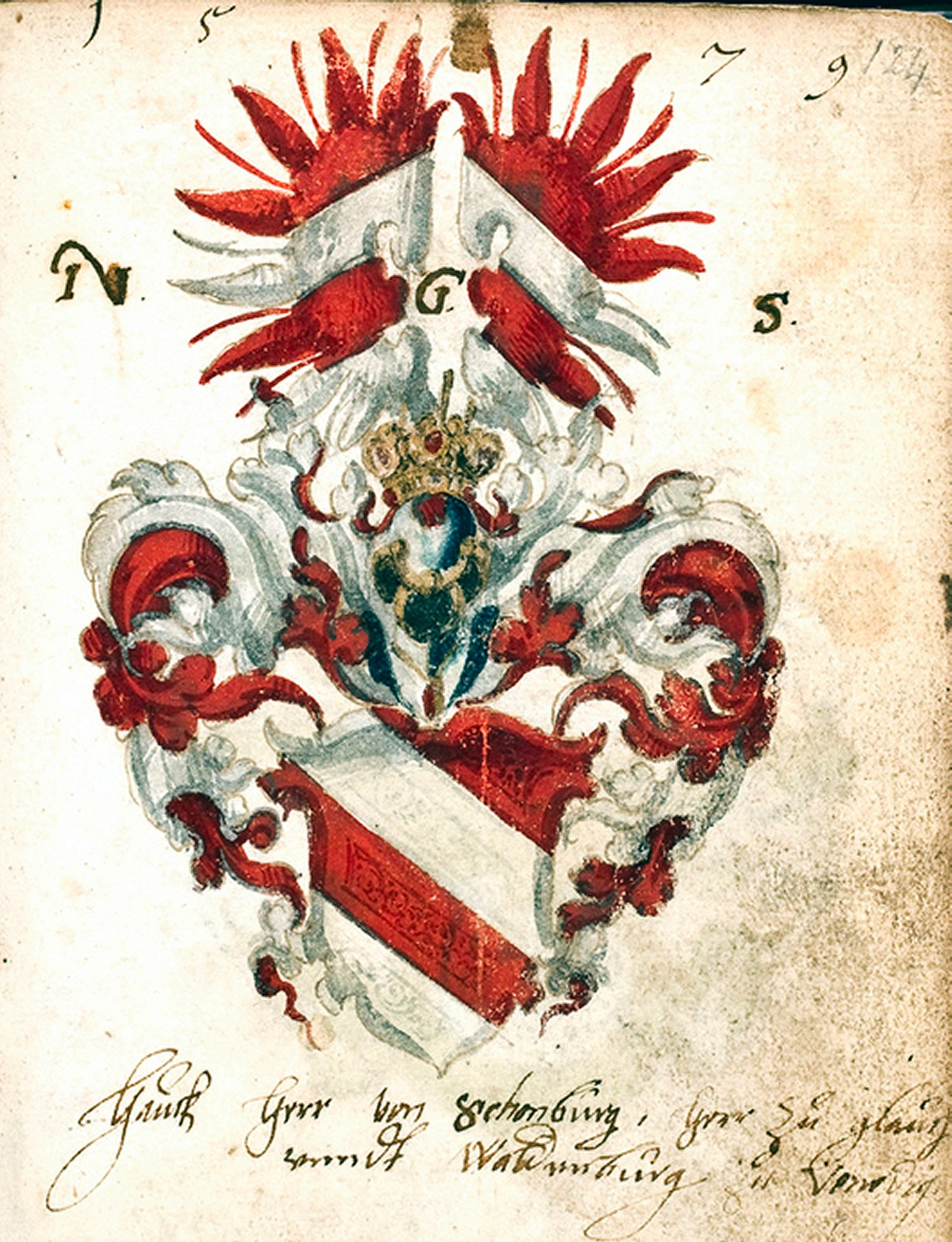
Wappen von Schönburg
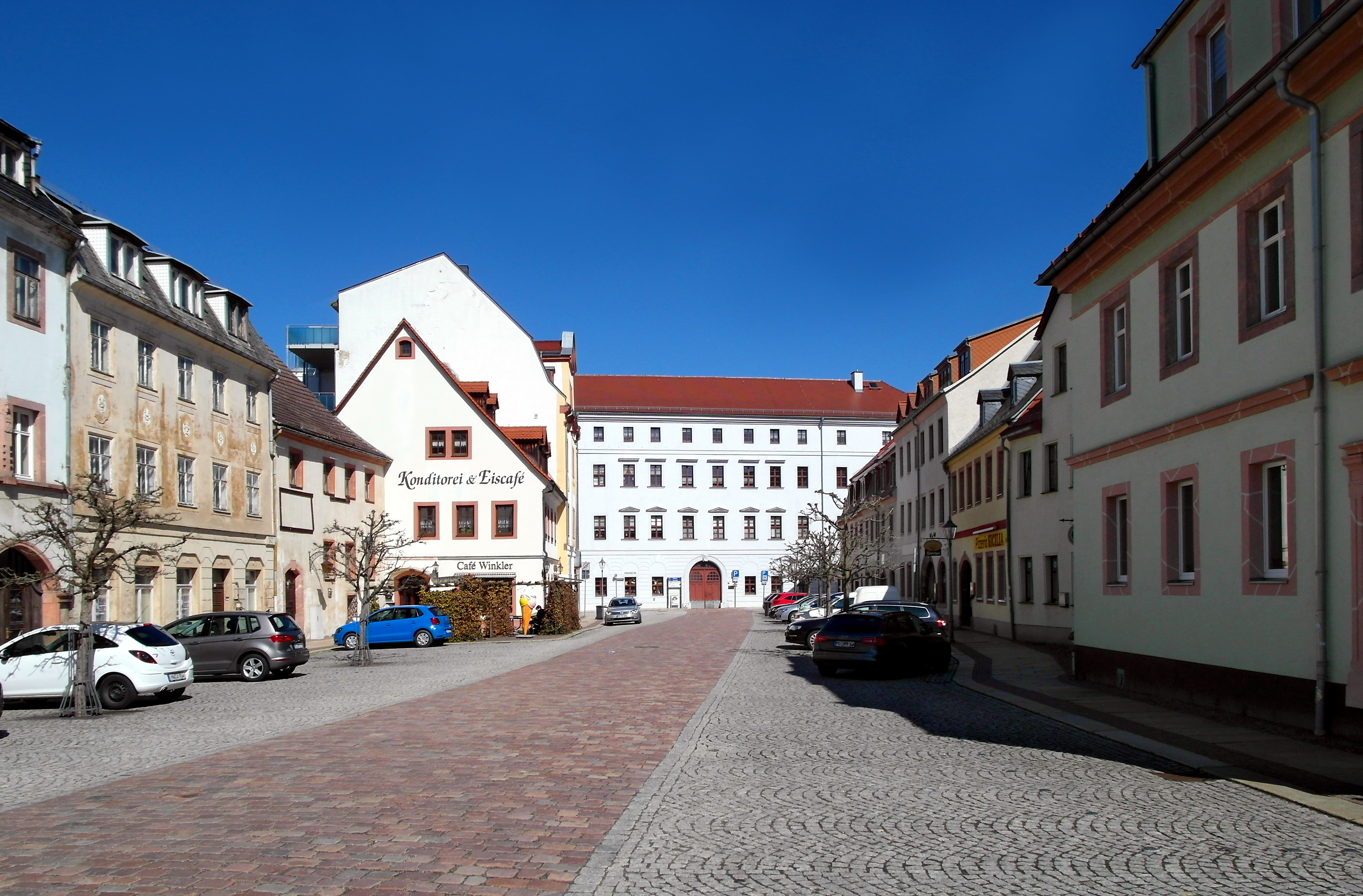
Blick vom Markt zum Neuen Schloss
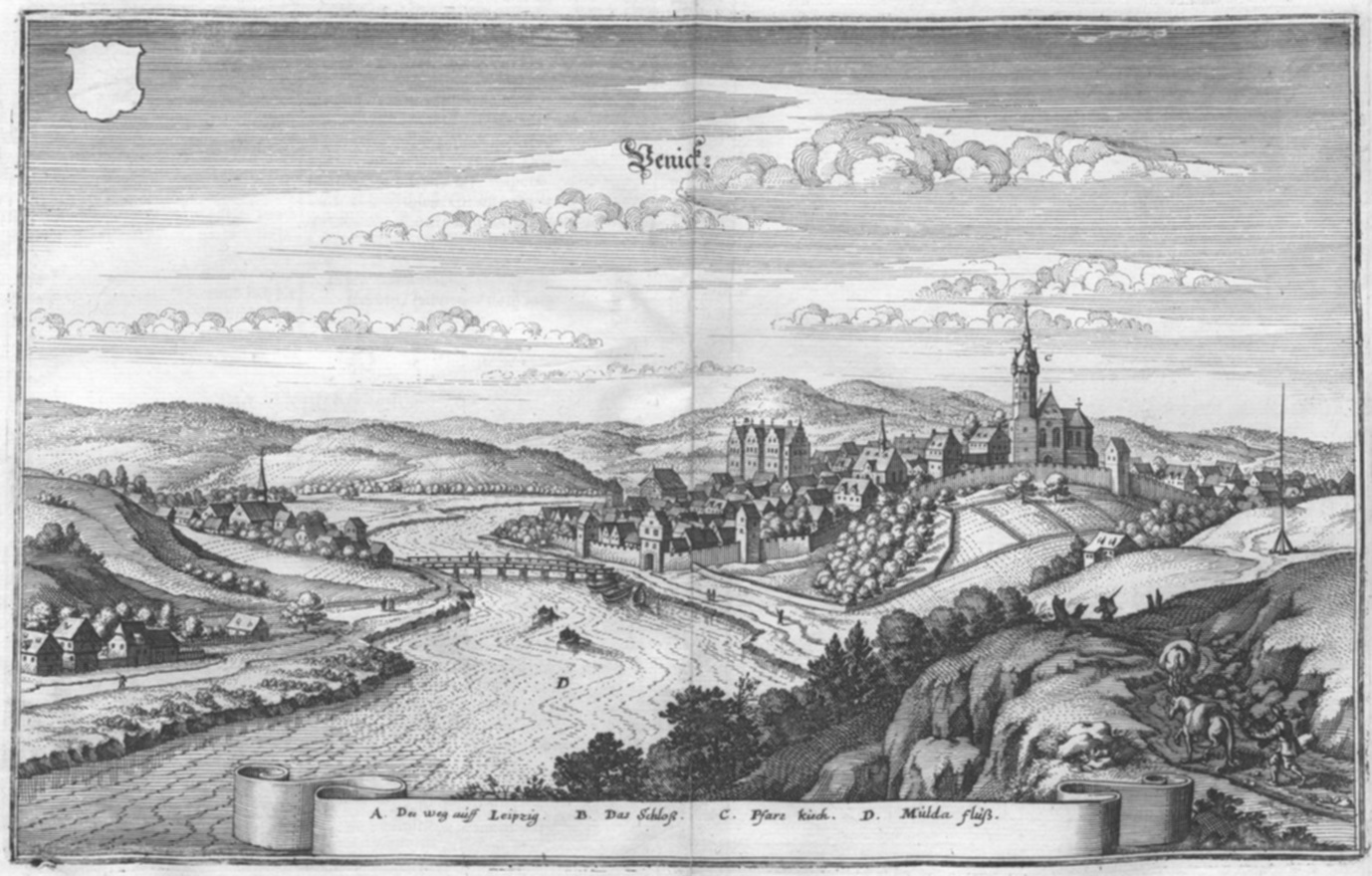
Stadt „Penick“ vor 1650 (nach Merian) mit dem Renaissancebau des Neuen Schlosses, das im 18. Jh. klassizistisch umgebaut wurde
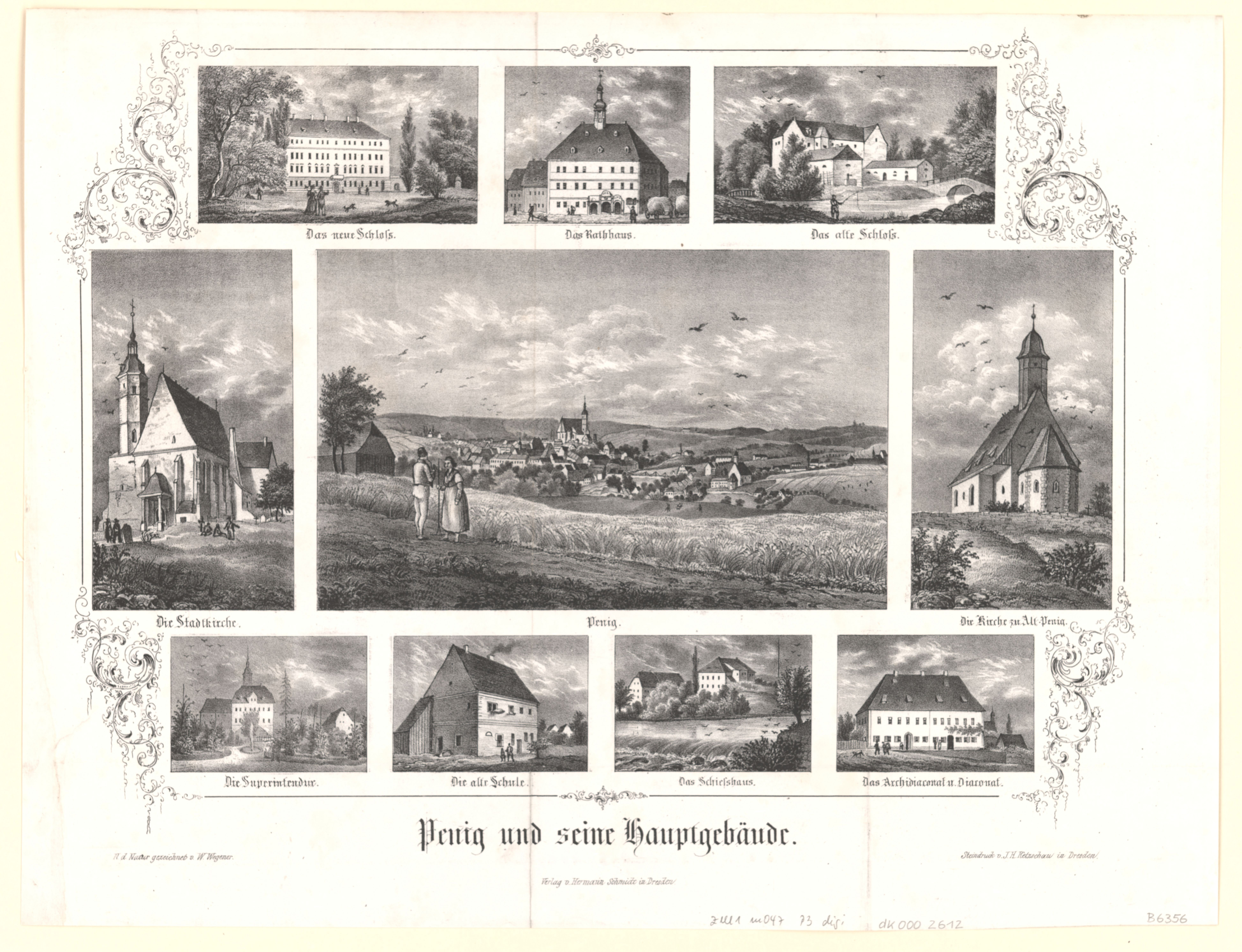
Altes und Neues Schloss auf einer Lithografie um 1845
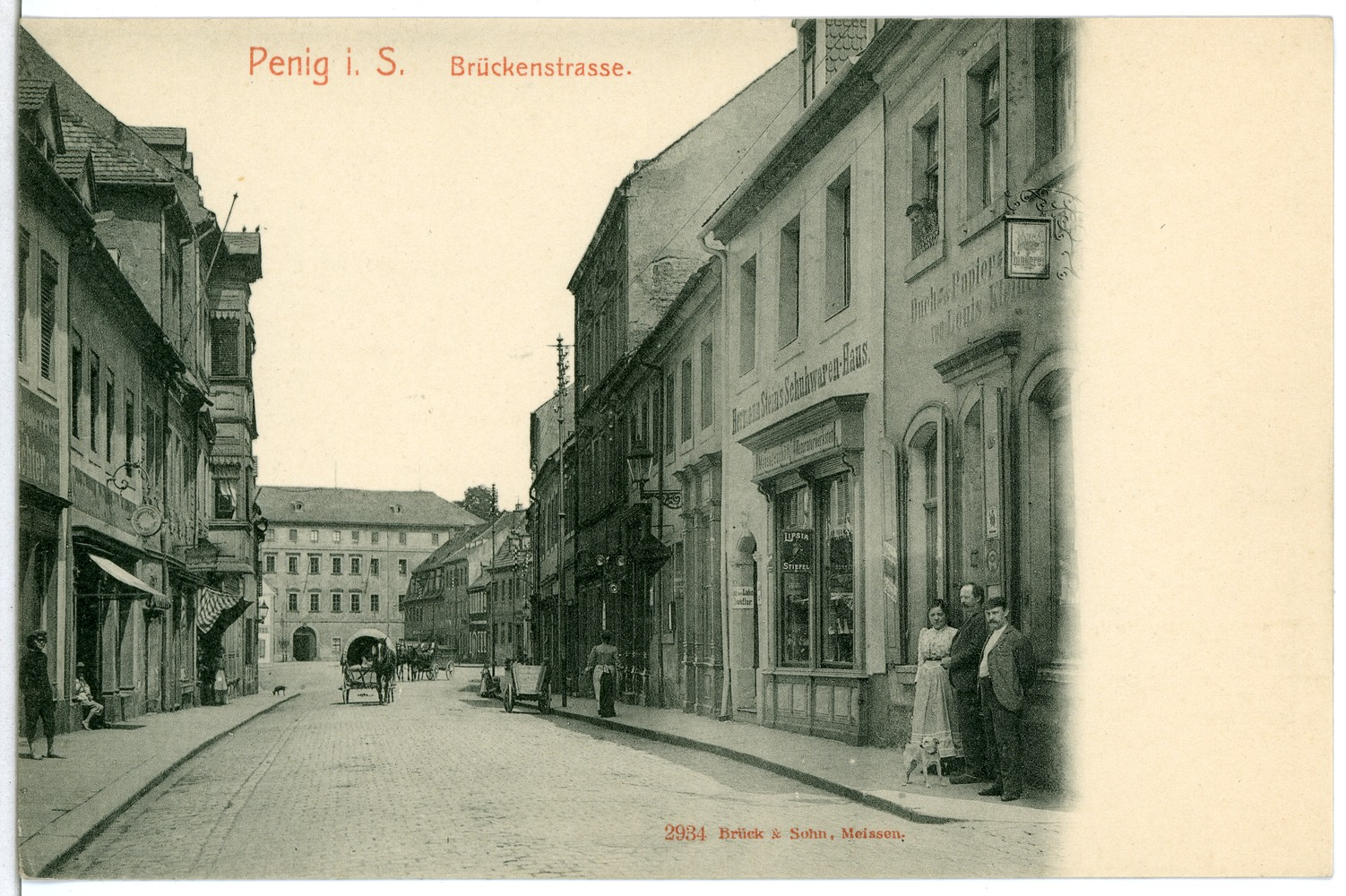
Blick zum Neuen Schloss, 1903

Nachdem die Familie des Grafen Carl Heinrich III. von Schönburg-Forderglauchau (1757–1815) 1813 von Kassel nach Penig umgezogen war, bewohnten sie hier das Neue Schloss. Nach dem Tode des Grafen Carl Heinrich III. am 14. April 1815 erbte sein jüngerer Bruder Graf Wilhelm. Dieser starb jedoch schon am 2. September 1815 in Wechselburg. Der erst zehnjährige Alban wurde Erbe. Die Verwaltung dessen Erbes als Vormund trat Graf Ludwig von Schönburg-Hinterglauchau (1762–1842) an. Am 18. November 1823 wurde Alban von Schönburg-Forderglauchau mündig und erbte die Herrschaften Forderglauchau, Penig und Wechselburg. Sie bewohnten aber das Wechselburger Schloss seit dessen Renovierung 1824.
Bis zum Jahr 1852 diente es als Amtshaus und wurde 1889 von der Papierfabrik der Gebrüder Flinsch für 180000 Mark zusammen mit dem Alten Schloss gekauft. Der darin eingerichtete Hadernsortiersaal zur Herstellung von Papier gab bald dem Haus seinen Namen: „Lumpenschloss“. Noch um 1991 gehörte es dem VEB Papierfabriken Penig. Im Laufe der Zeit wurde und wird das Neue Schloss vielfältig genutzt. 1992 wurde die Fassade des Schlosses erneuert. Vor einigen Jahren wurde es komplett saniert und es entstanden altersgerechte Wohnungen.
Herrschaftsinhaber waren Freiherr Wolf II. von Schönburg-Penig (1532–1581), Besitzer der Peniger Schlösser und von Schloss Rochsburg, Freiherr Wolf III. von Schönburg-Penig (1556–1612), Besitzer der Peniger Schlösser und von Schloss Rochsburg und Schloss Wechselburg, sowie Christian von Schönburg-Penig (1598–1664), Besitzer von Schloss Wechselburg.
Auch August Siegfried von Schönburg-Forderglauchau (1596–1631), wohnte offenbar in Penig, denn er verstarb nach der Schlacht bei Breitenfeld (7. September 1631) an den Folgen einer Verletzung im Jahre 1631 in Penig.

#### Andere Bauwerke in der Stadt
- Geschlechterhaus am Markt, direkt gegenüber dem Rathaus, war 1547 während des Schmalkaldischen Kriegs Wohnhaus von Kurfürst Moritz von Sachsen.
- das Muldenwehr,
- die Wasserkraftanlage an der Mulde, einschl. einer Fischtreppe und
- die Papierfabrik in der Flinschstraße, Zeugnis der Papierindustrie in Penig und gut erhaltener, typischer Vertreter der Ziegelstein-Industriebauten.

### Parks

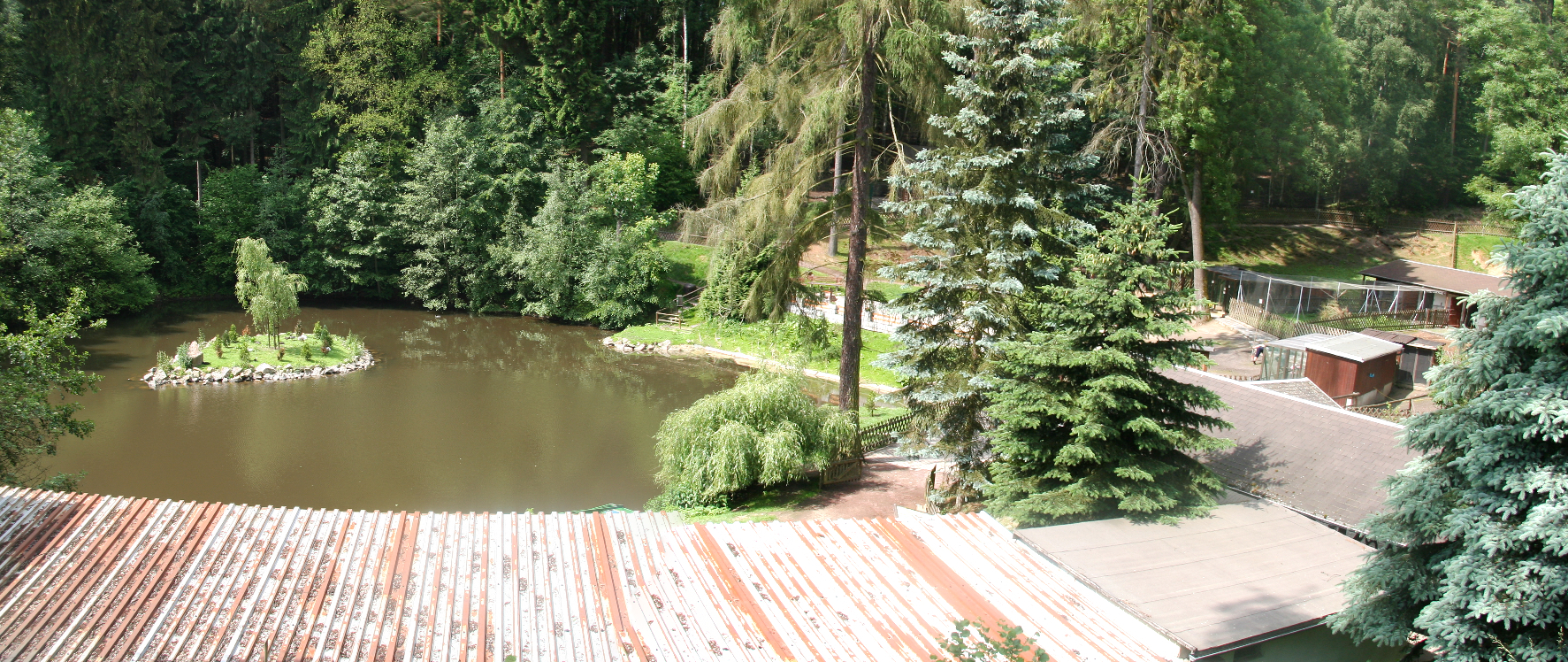
Naturpark Köbe mit Teich

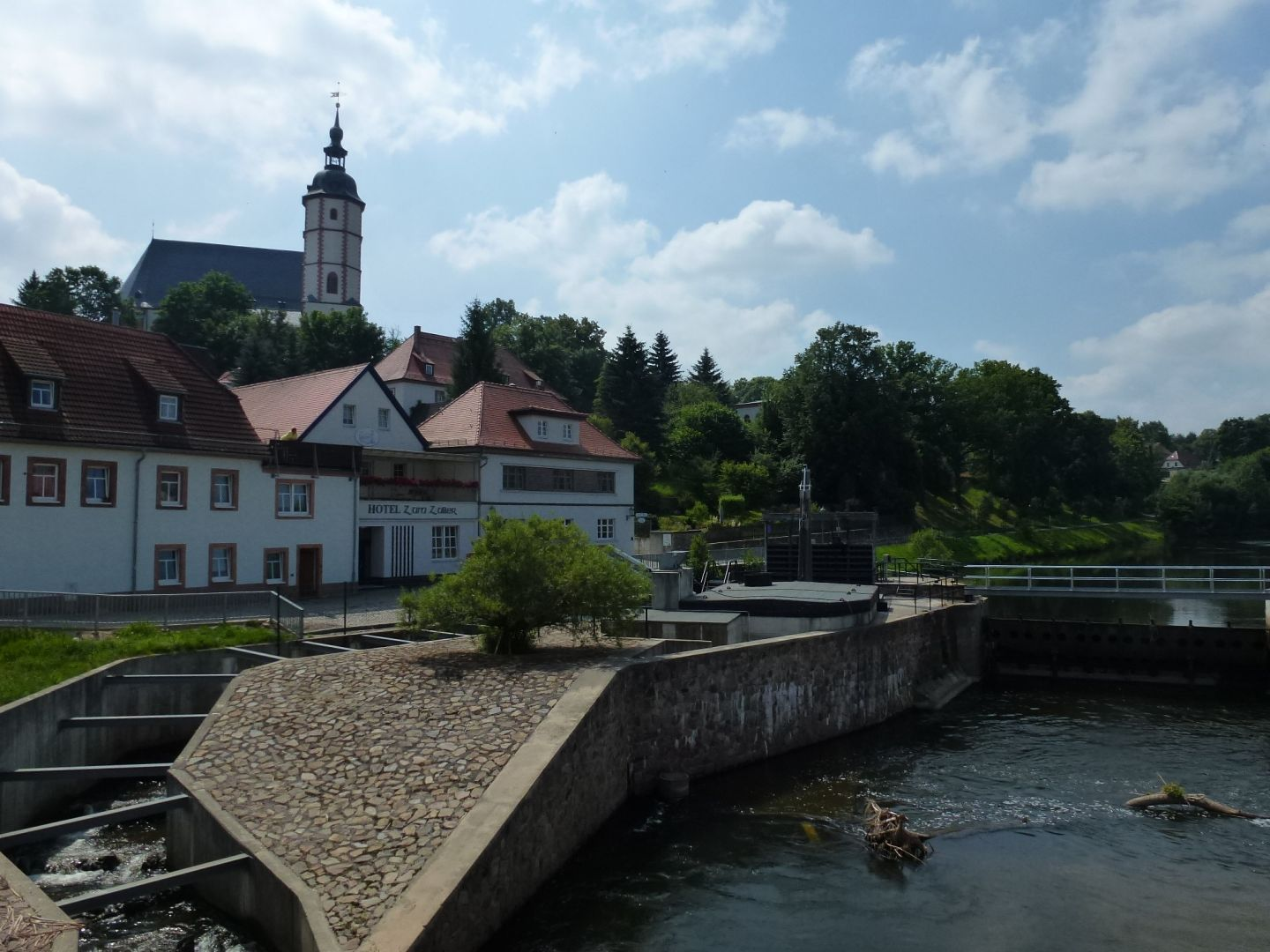
Muldewehr mit Fischtreppe

Der Naturpark „Köbe“ umfasst ein circa 12 Hektar großes, bewaldetes Gelände, in dem sich außer den Gehegen für Damwild, Waschbären, Schafe, Ziegen, Esel und viele andere Tiere auch ein kleiner Spielplatz und ein Ententeich befinden. Angelegt wurde der Park 1964; 1992 und 2007 wurden Teichsanierungen vorgenommen, bei denen zuletzt eine kleine künstliche Insel entstand.

### Sonstiges

#### Der große Topf zu Penig

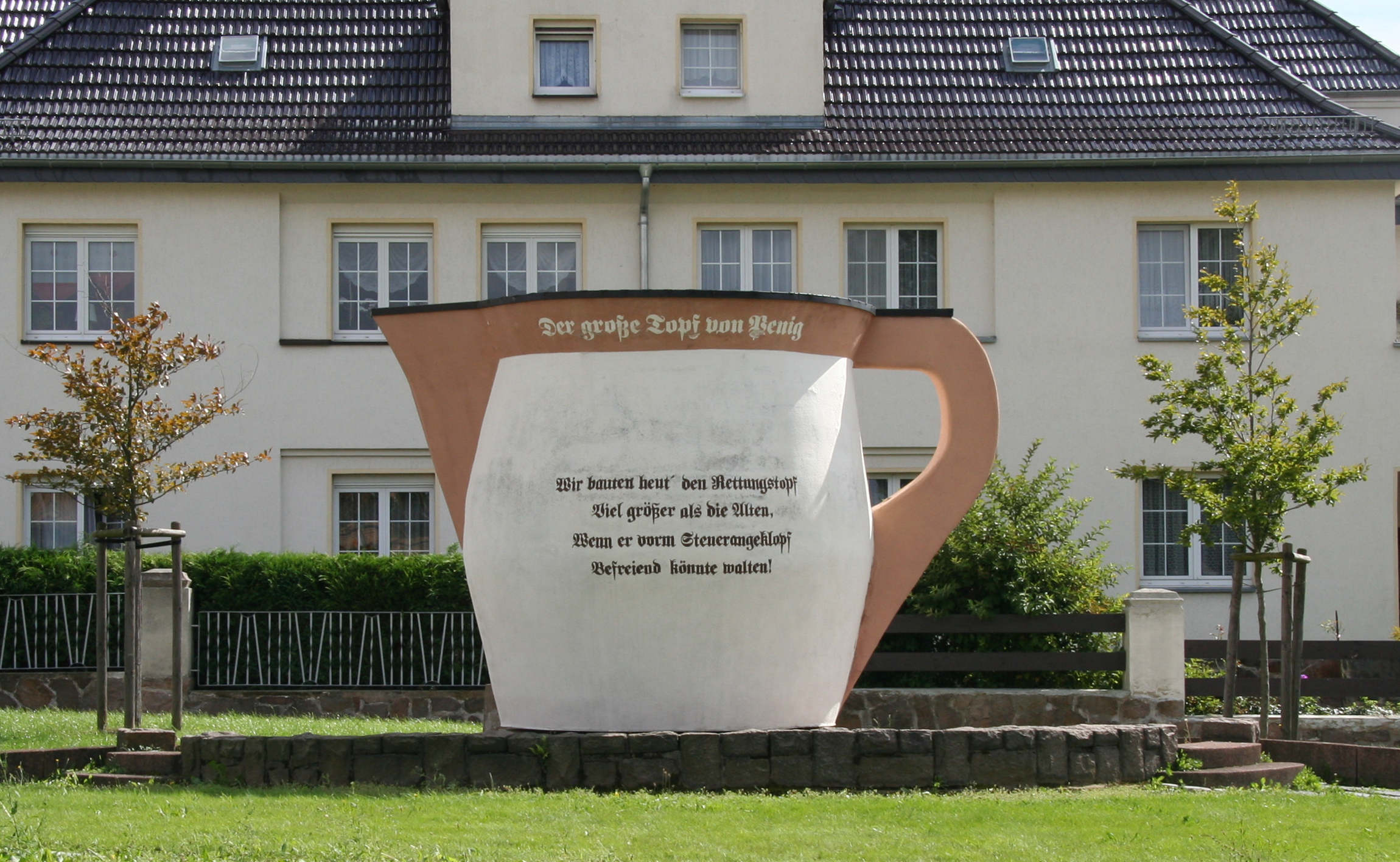
Der große Topf von Penig

Der ursprüngliche große Topf zu Penig soll von den Töpfern der Stadt unter Anleitung des Töpfermeisters Hans Weider gefertigt worden sein. Gemäß der Sage soll 1483 Erbprinz Friedrich, der Sohn des Landesfürsten, den Topf zu sehen begehrt haben. Er stieg in den Topf und zerstörte ihn teilweise, weil einer seiner Begleiter die Leiter entfernt hatte. Als Entschädigung beschenkte er die Töpfer großzügig und diese stellten einen neuen Topf her. Die Nachbildung dieses Topfes ist heute in einer Grünanlage in der Stadt zu besichtigen.

## Wirtschaft und Infrastruktur

### Verkehr

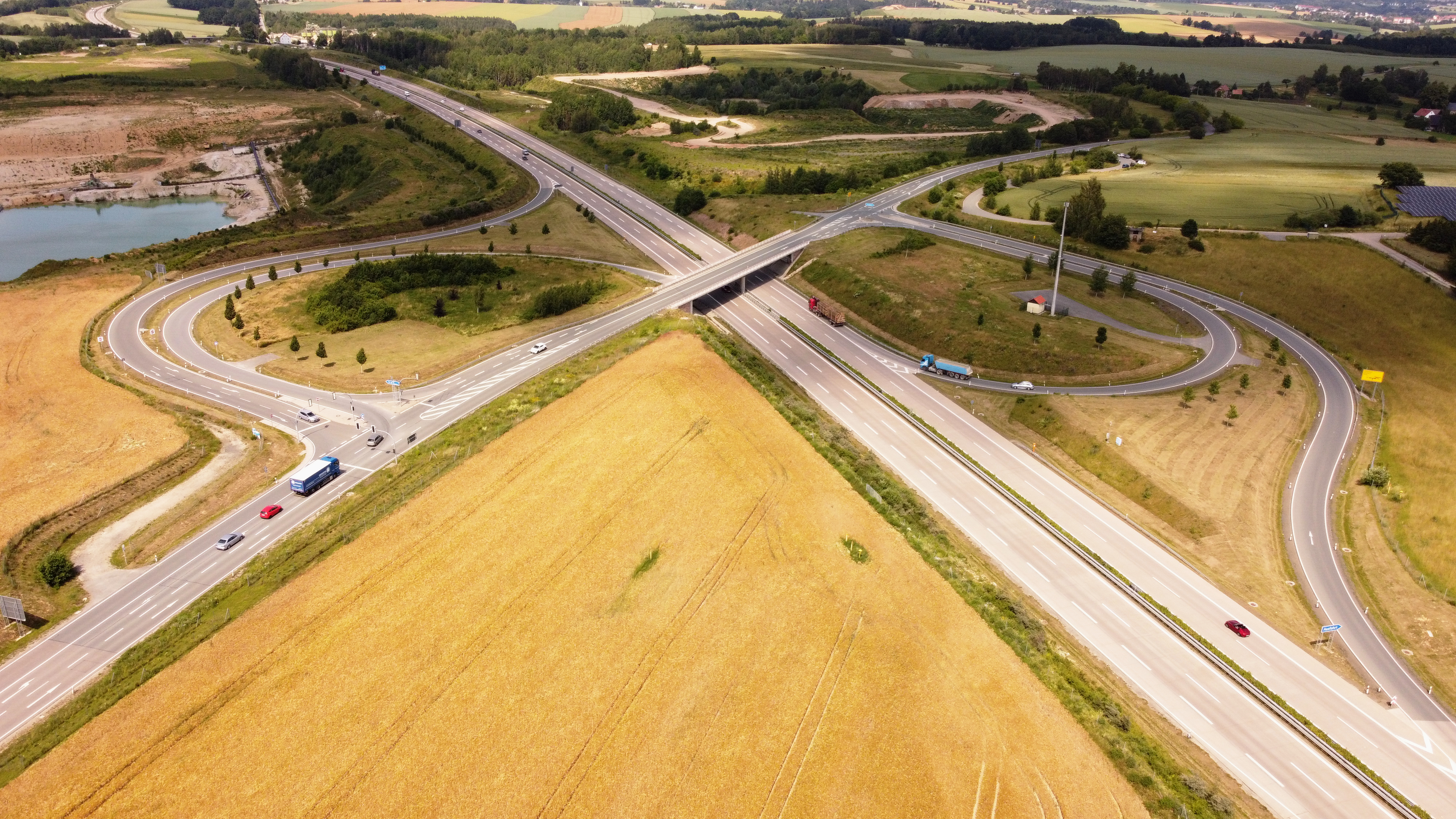
Anschlussstelle Penig der BAB 72
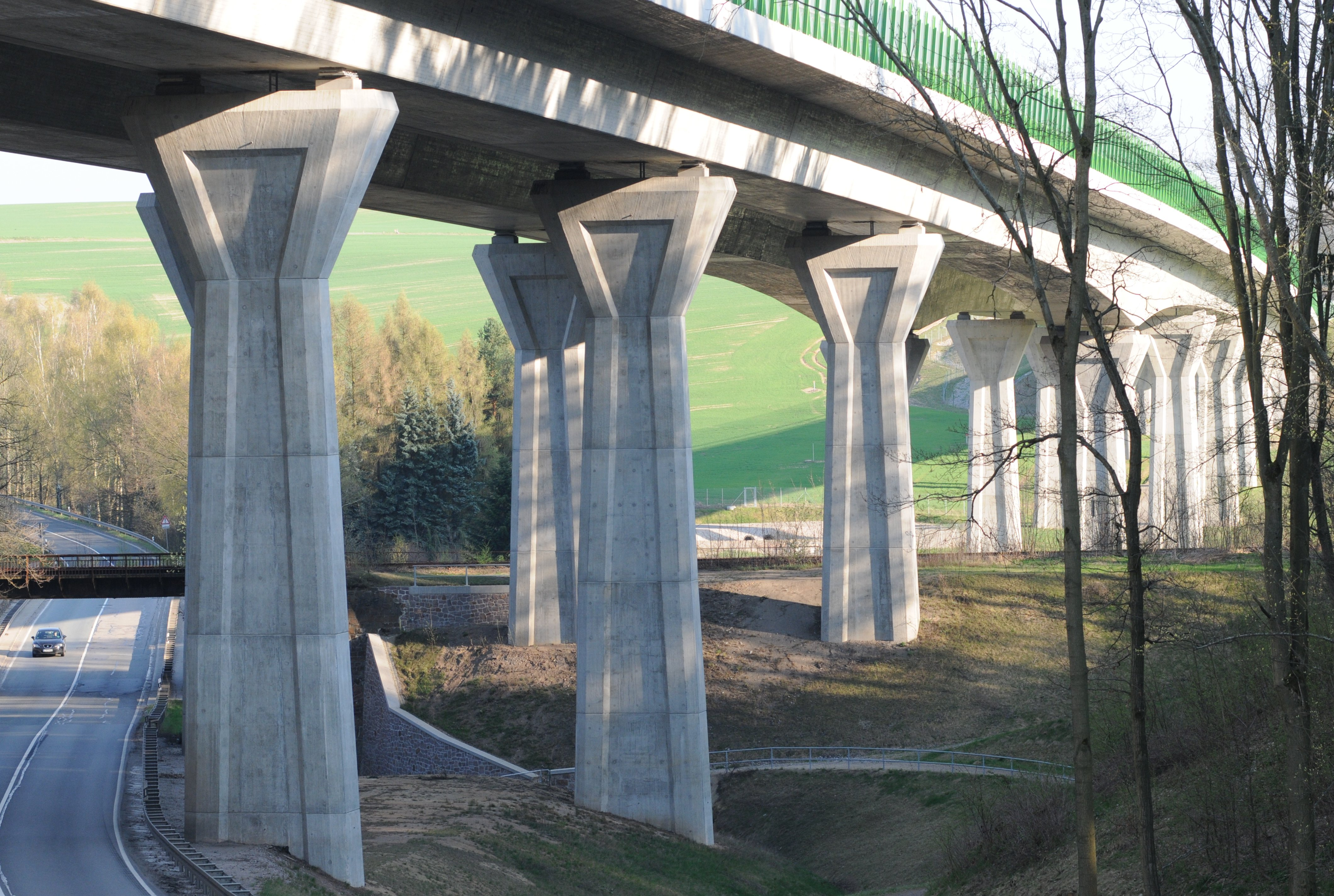
Brücke der A 72
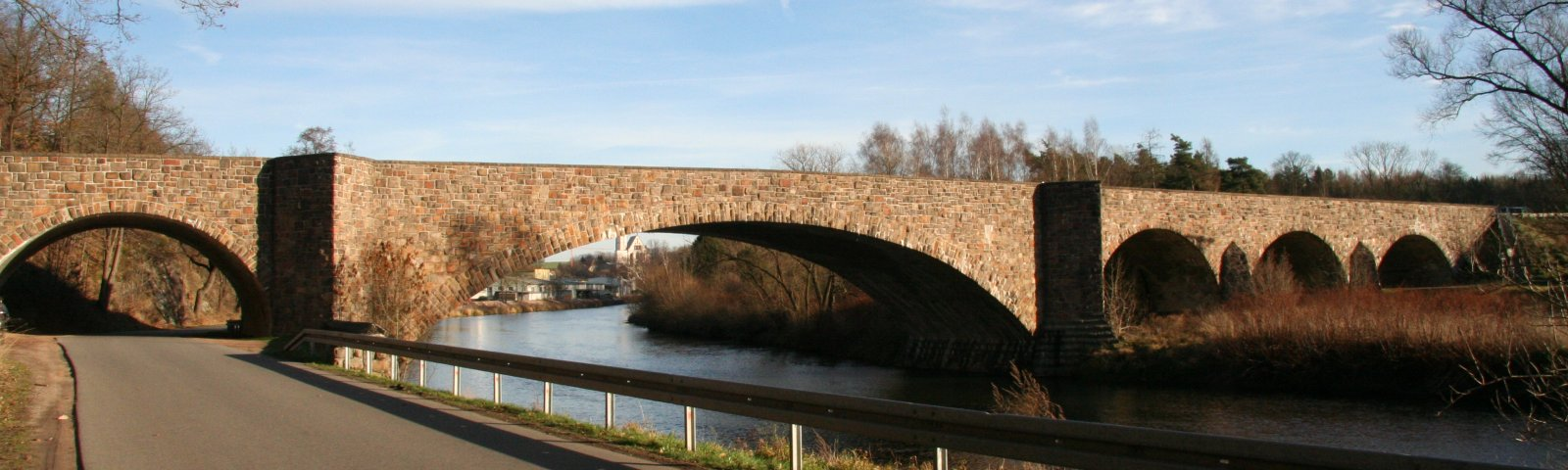
Brücke der ehemaligen Bundesstraße 95 über die Zwickauer Mulde bei Penig
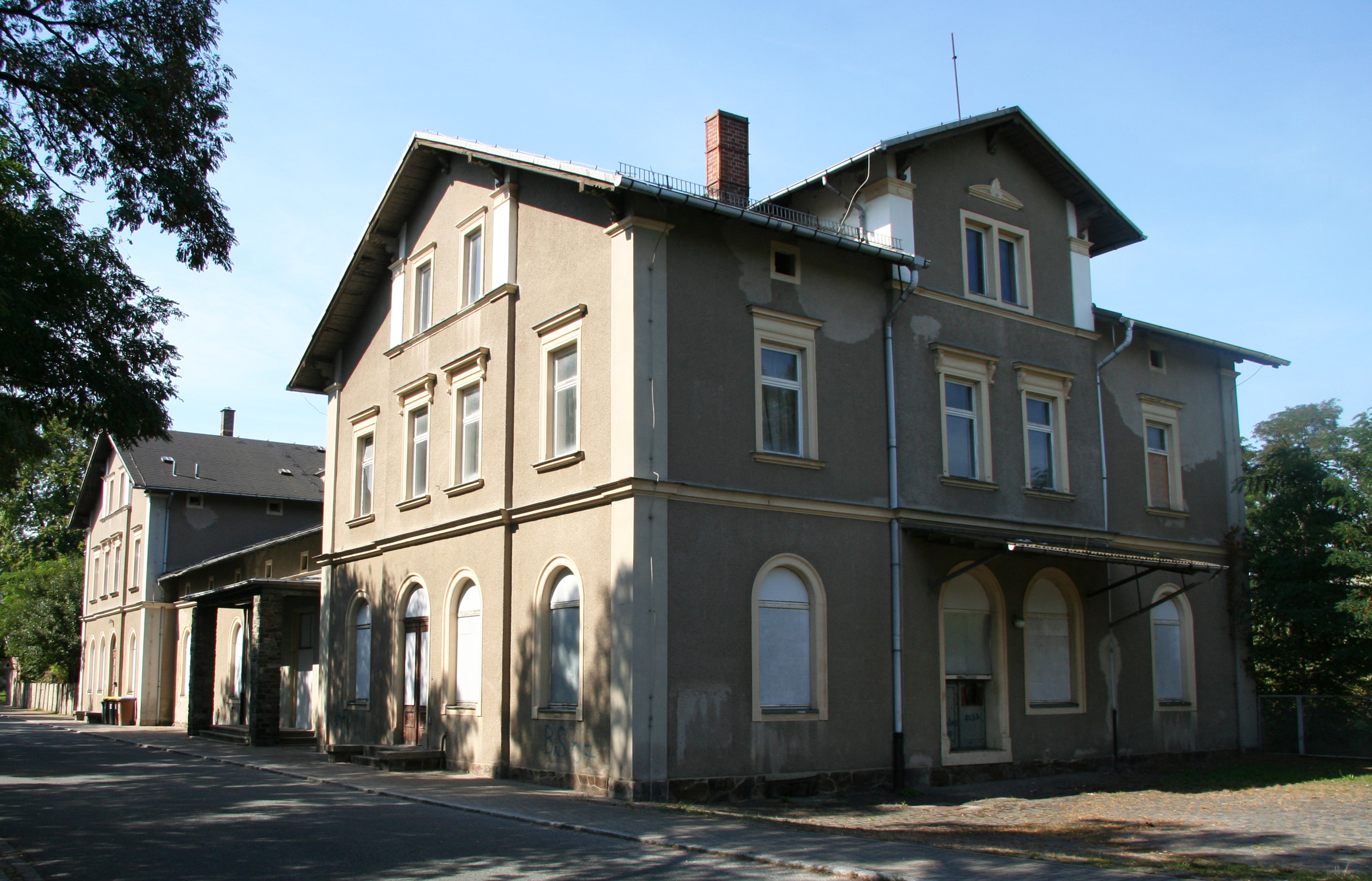
Bahnhofsgebäude Penig

Nordwestlich der Stadt, am Ortsteil Wernsdorf, kreuzen sich die Bundesstraße 175 Glauchau–Rochlitz und Staatsstraße 51  (ehemalige B 95) Penig–Borna. Die Autobahn 72 von Chemnitz nach Leipzig quert das Muldental zwischen Penig und Thierbach/Zinnberg. Die nächstgelegene Anschlussstelle Penig liegt etwa 2,5 Kilometer nordwestlich des Stadtkerns. Die Staatsstraße 57 verläuft am südlichen Stadtrand.
Penig besitzt einen gleichnamigen Bahnhof, an der Muldentalbahn und der 1990 eingestellten Strecke Narsdorf–Penig gelegen. Die Muldentalbahn wird seit dem Hochwasser 2002 nur noch an speziellen Tagen befahren. Entlang der Mulde verläuft der Mulderadweg.
Busverbindungen von Penig nach Chemnitz, Leipzig, Rochlitz und Geithain, Lunzenau und Langenleuba-Oberhain werden vom MDV angeboten.

### Ansässige Unternehmen

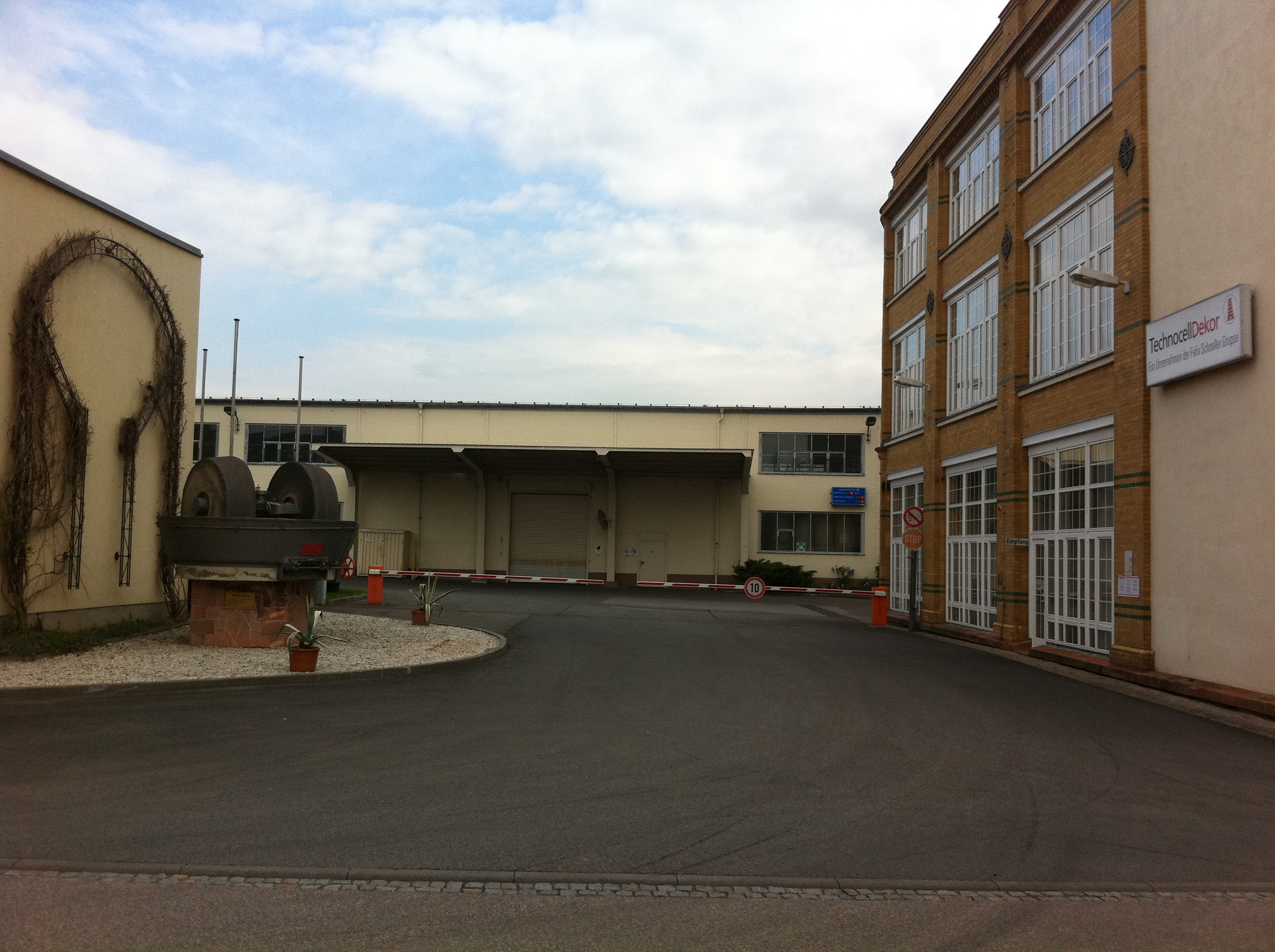
Technocell Dekor GmbH & Co. KG

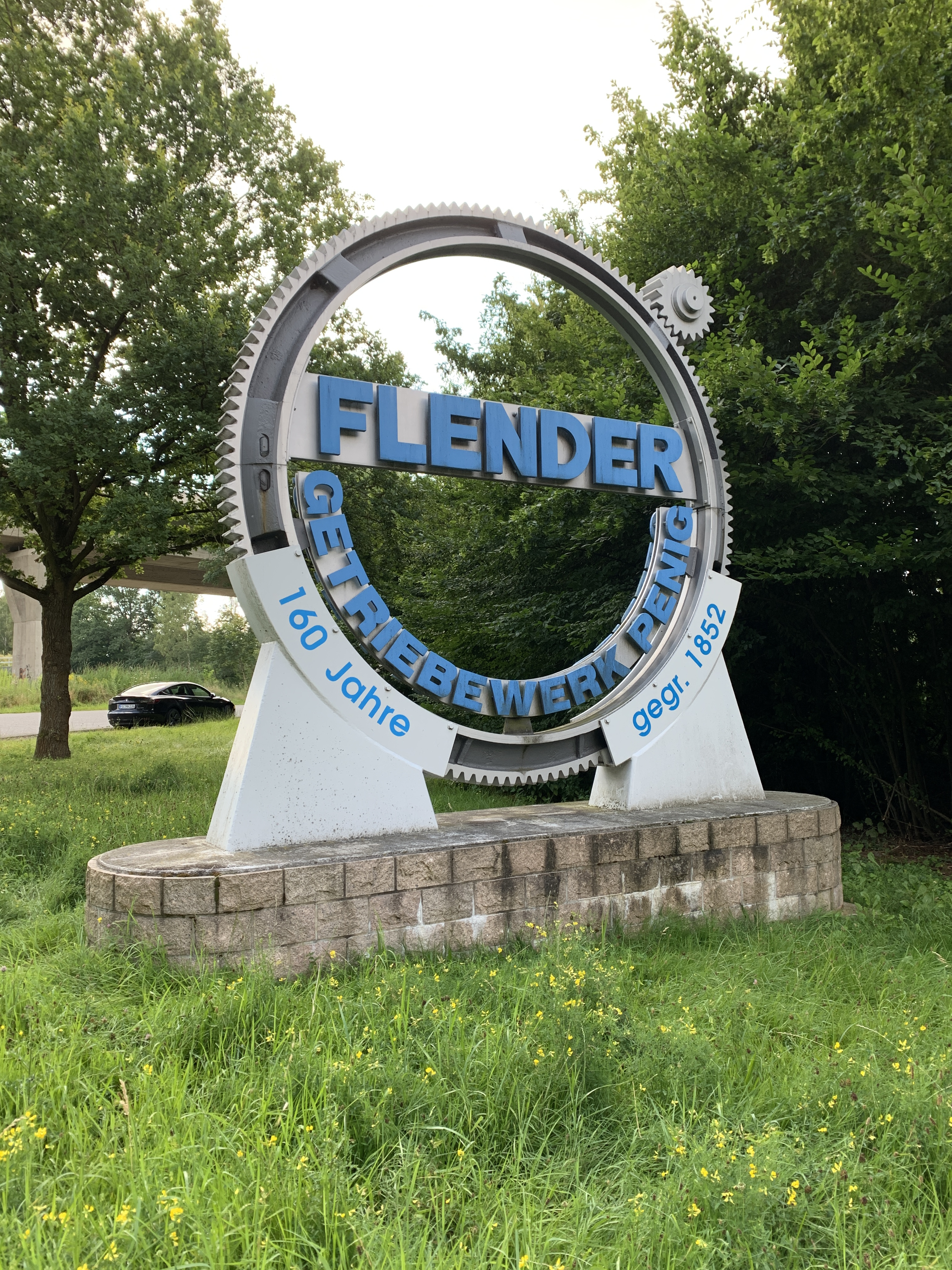
Werbestele an der Köbe für das Peniger Werk von Flender

- Flender Getriebewerk Penig, stellt Standardgetriebe für den Maschinenbau her (Stand 2021).
- Die Siemens Traction Gears GmbH, ein Tochterunternehmen der Siemens Mobility GmbH, entwickelt und liefert Getriebe für Schienenfahrzeuge.
- Die Peniger Spezialitäten-Brauerei kann auf eine über 300-jährige Geschichte zurückblicken. Die Brauerei stellte Bierspezialitäten in Bügelverschlussflaschen 0,5 l und 2,0 l her.  Die Eignerfamilie Hösl kaufte nach der Wende mehrere kleine Brauereien auf, deren Biere fortan auch in Penig abgefüllt oder gebraut worden, darunter die Luckenwalder Spezialitäten Brauerei, Garley (Gardelegen) und das Herborner Brauhaus. Nach der Insolvenz und Schließung des Torgauer Brauhauses Ende 2011, übernahm die Peniger Brauerei ab Anfang 2012 die Produktion und den Vertrieb der Torgauer Biere.[49] Im September 2012 musste sie jedoch selbst Insolvenzantrag stellen und im Mai 2013 die Produktion komplett einstellen. Im Oktober 2013 übernahm das Brauhaus Hartmannsdorf die Markenrechte und den Standort.[50] Im September 2019 beschloss der Stadtrat Penig den Kauf des 2958 m² großen Brauereigeländes für insgesamt 230.000 €.[51]
- Technocell Dekor GmbH & Co. KG (Papierfabrik Penig), ein Werk der Felix Schoeller Gruppe
- Muldenthaler Emaillierwerk GmbH, Deutschlands größter Hersteller von emaillierten Ofenrohren, produziert in Penig seit 1887 eine breite Palette von Abgasrohren und Zubehör.

### Öffentliche Einrichtungen
- Freibad Penig
- Freizeitzentrum
- Gemeindehaus
- Stadtbibliothek

### Bildung

#### Schulen

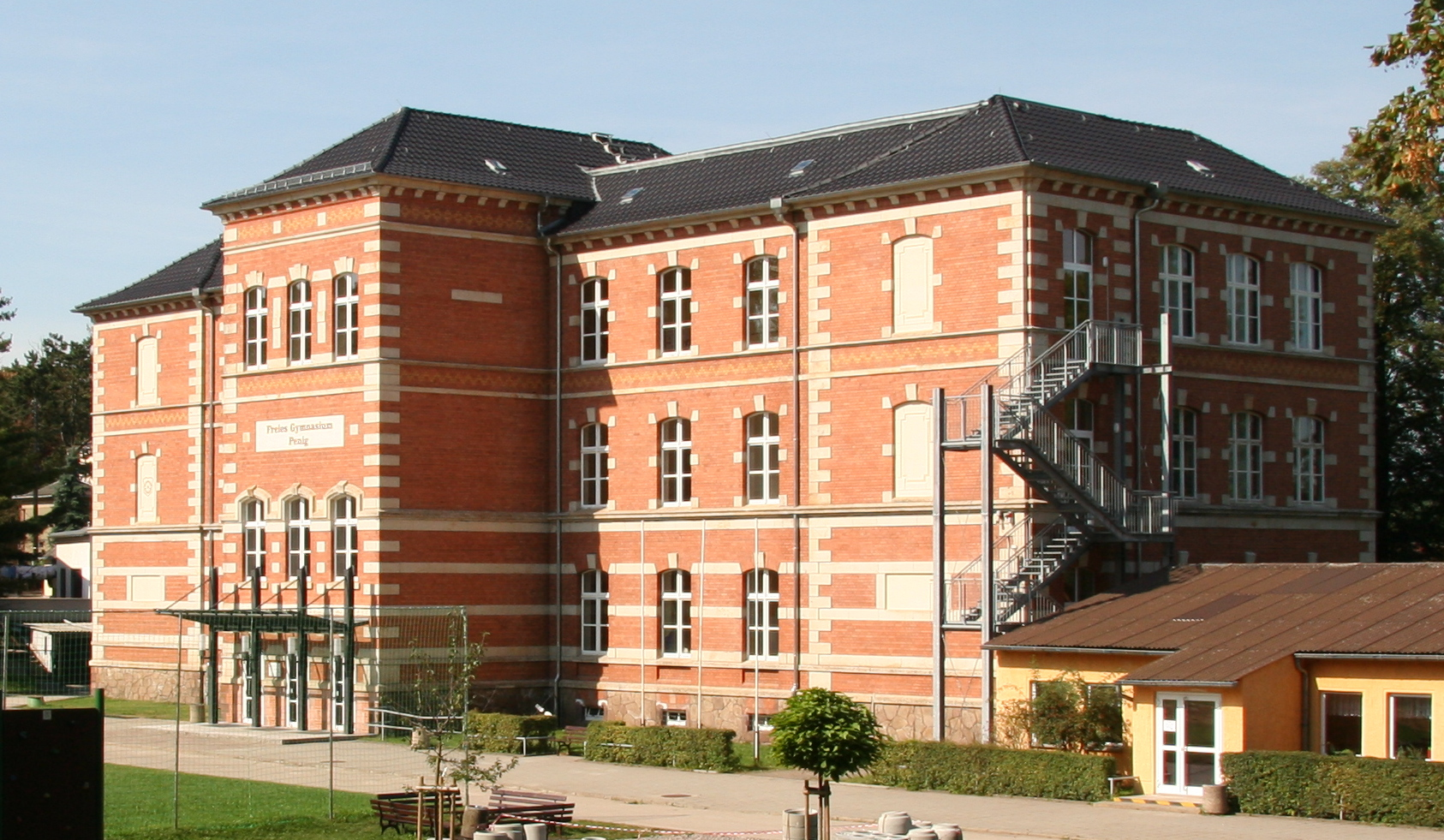
Rotes Gebäude Gymnasium
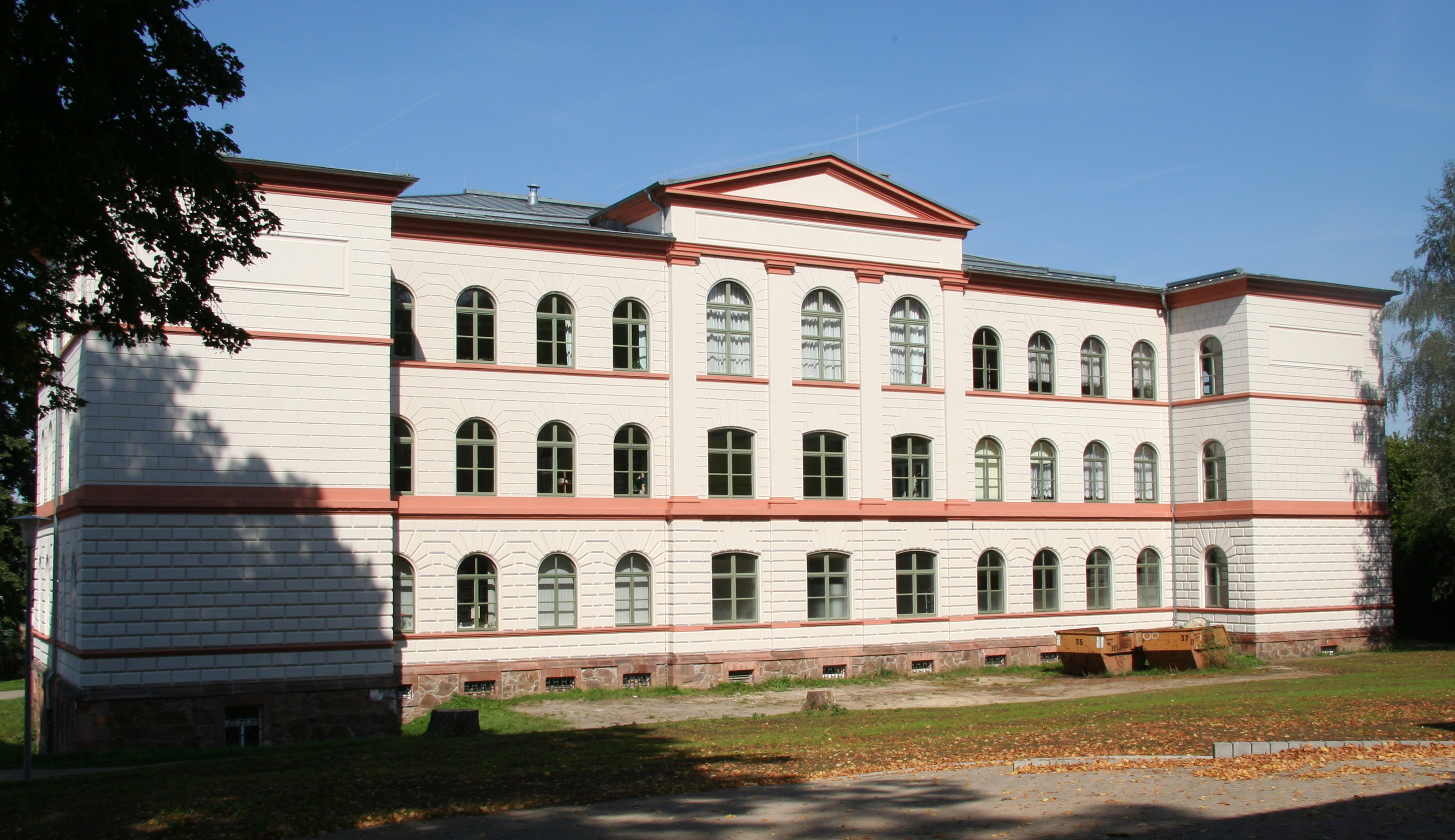
Graues Gebäude Gymnasium
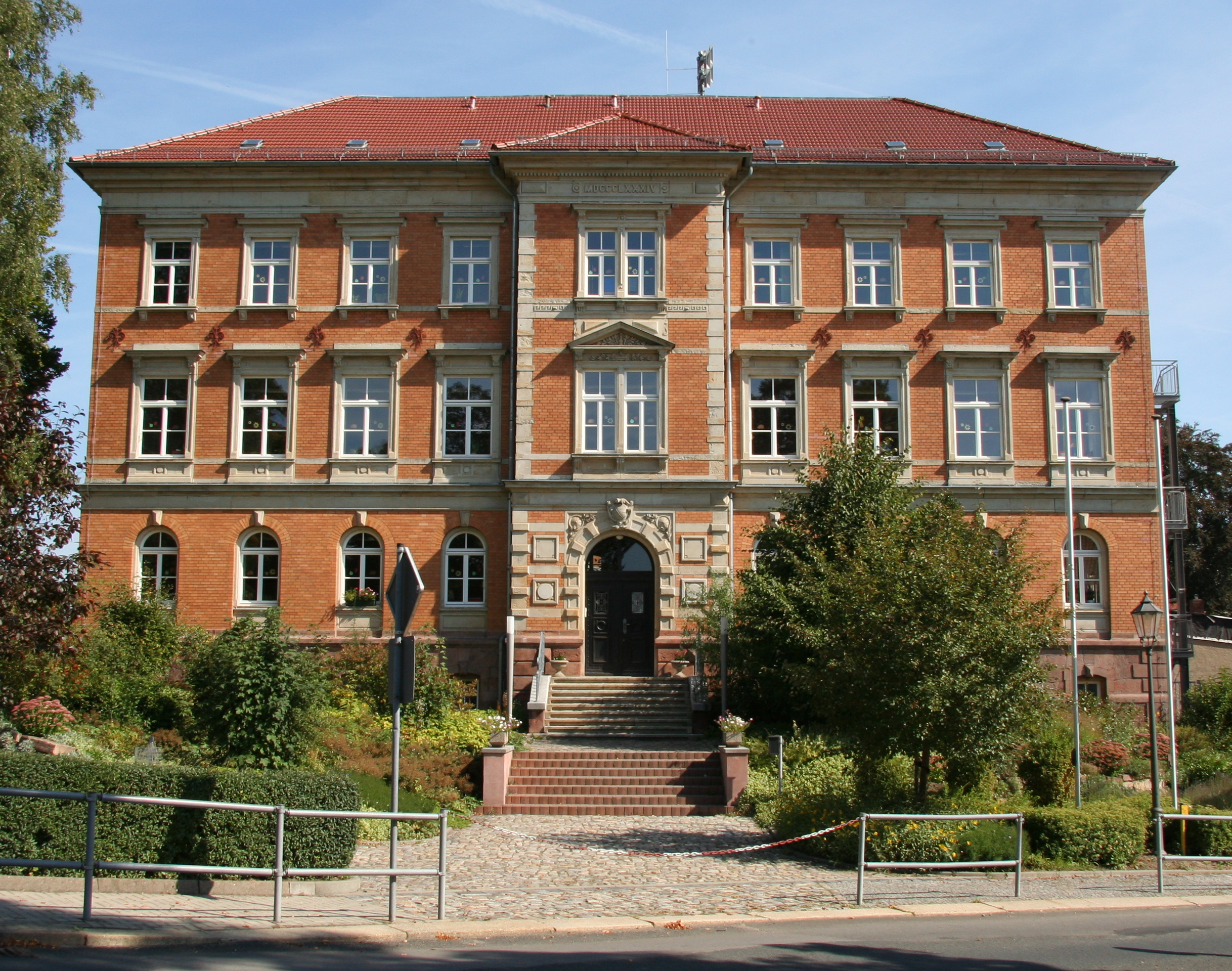
Erich-Kästner Grundschule Bahnhofstraße

- Freies Gymnasium Penig
- Friedrich-Eduard-Bilz-Oberschule Penig
- Erich-Kästner-Grundschule Bahnhofstraße
- Grundschule Langenleuba-Oberhain

#### Kindertageseinrichtungen

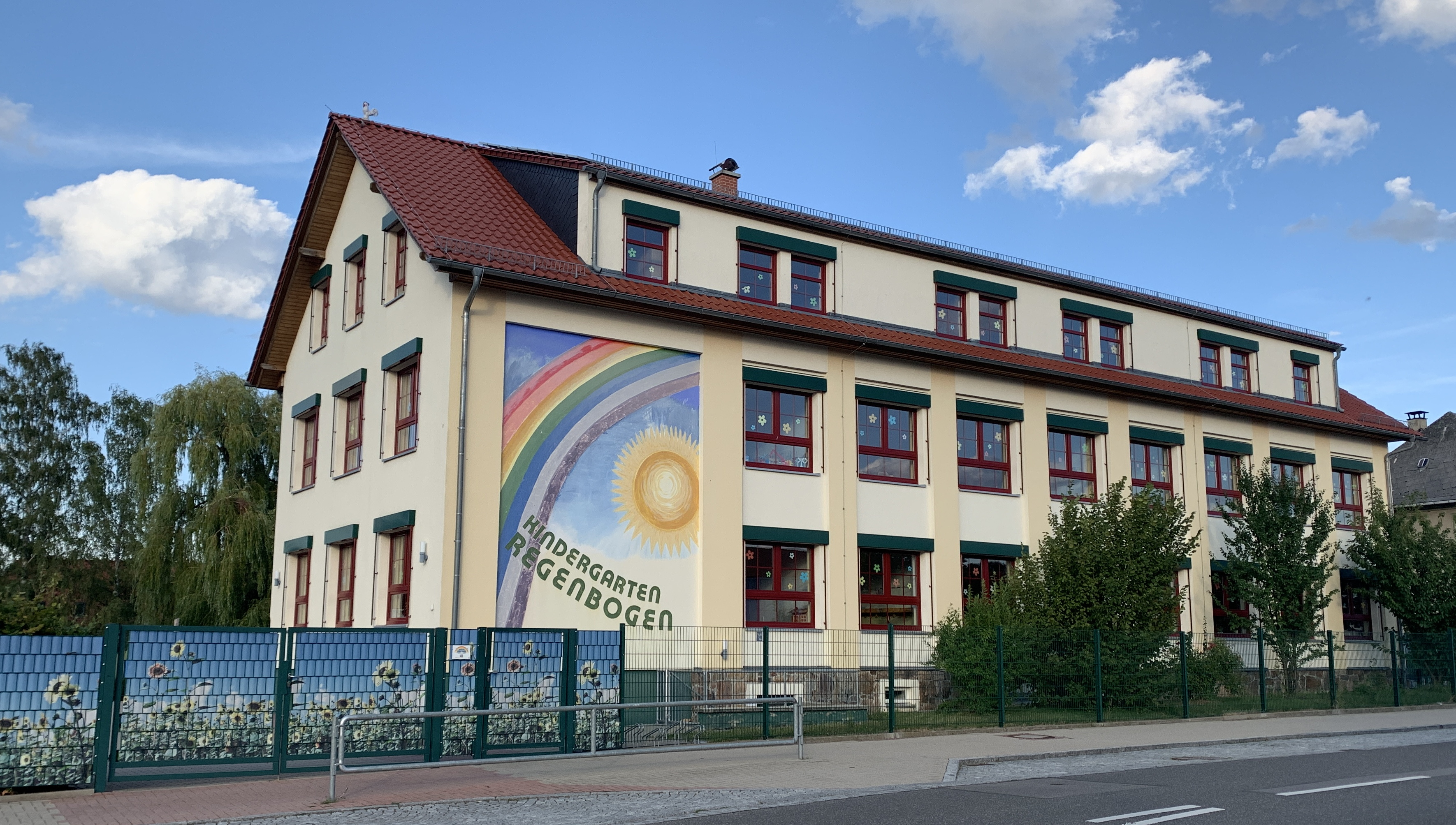
KiTa „Regenbogen“
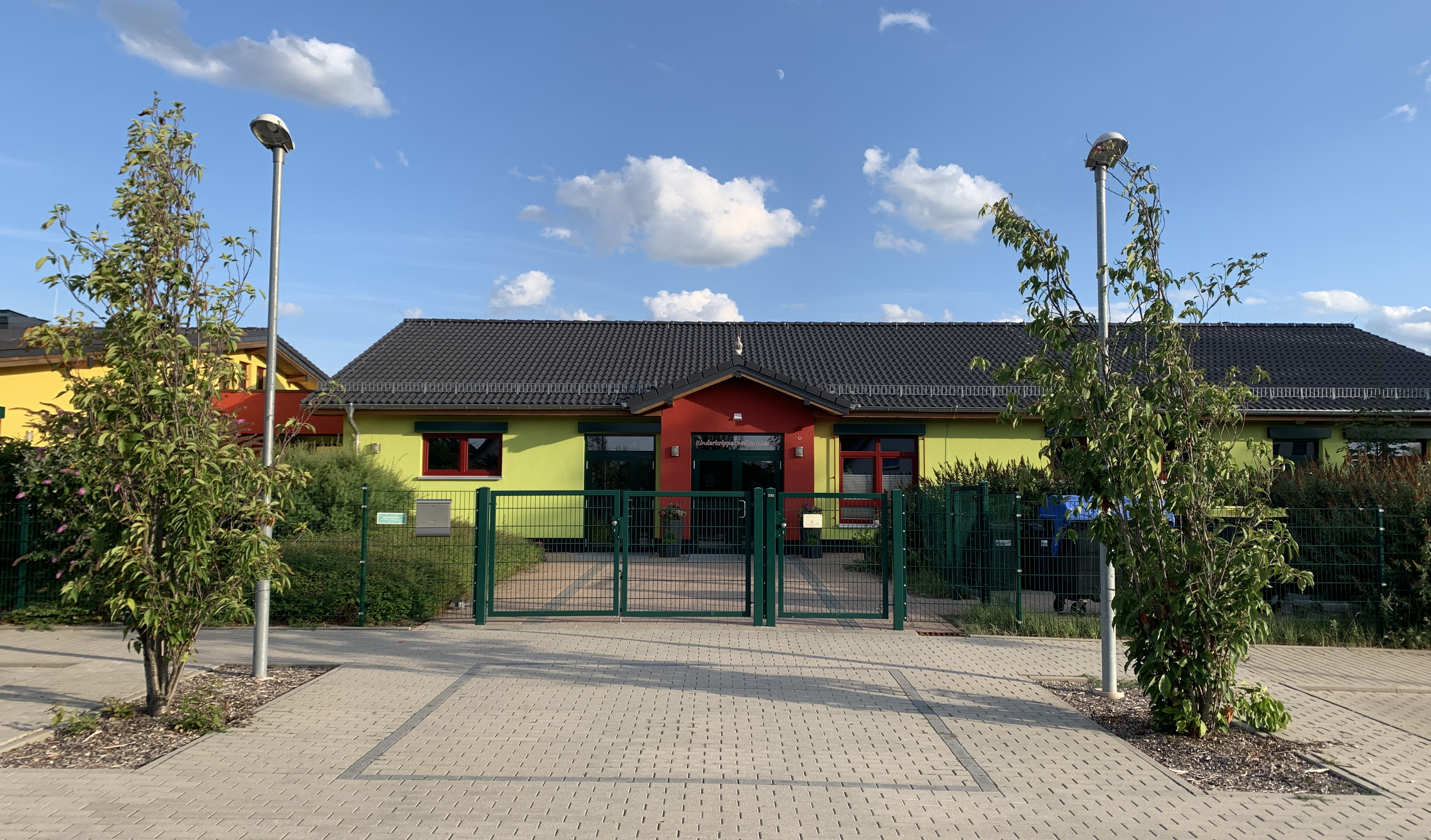
Kinderkrippe „Weltentdecker“
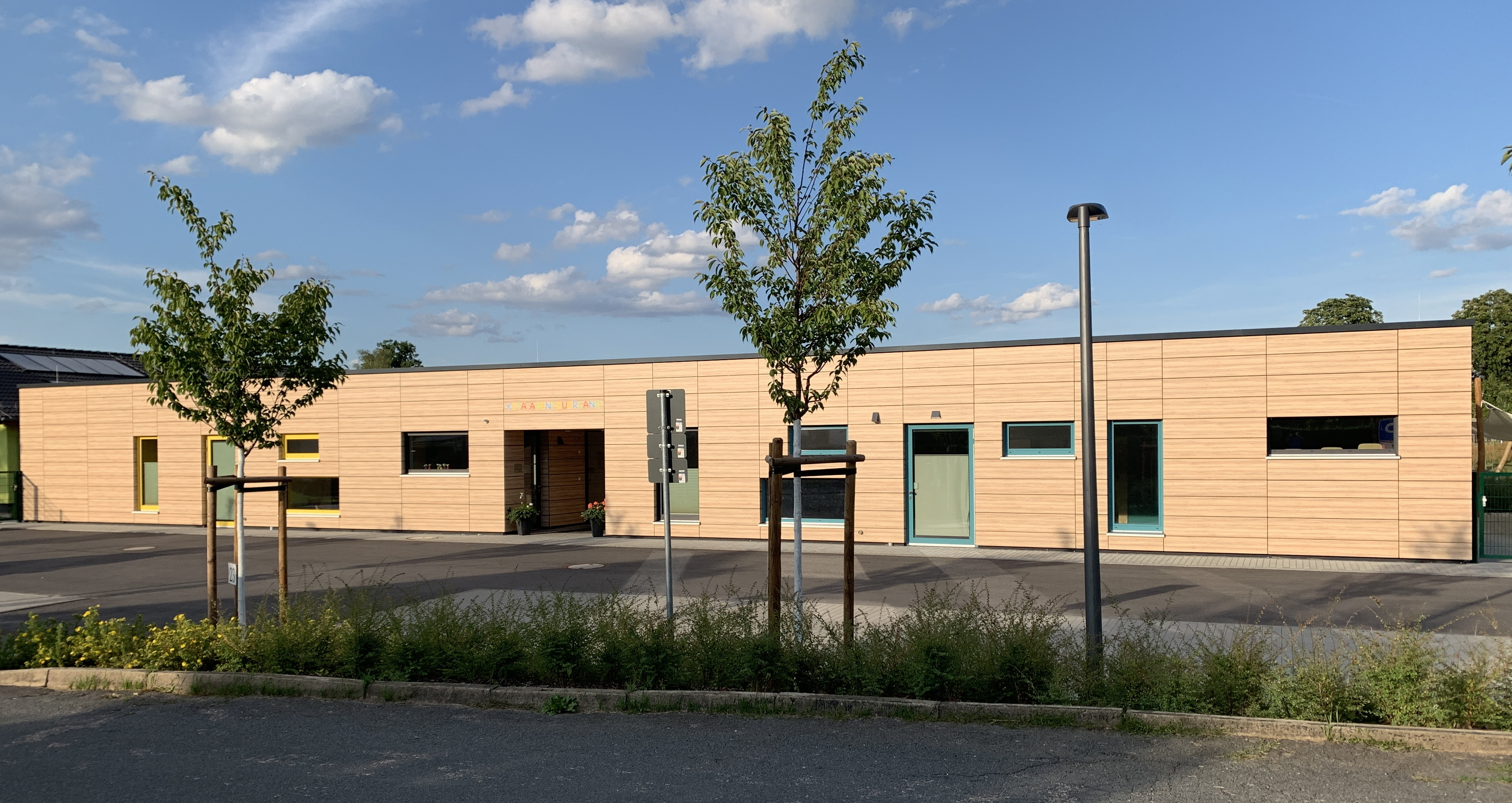
KiTa „Abenteuerland“

- KiTa „Regenbogen“ in Penig
- KiTa „Zwergenland“ in Langenleuba-Oberhain
- Kinderkrippe „Weltentdecker“ in Penig
- KiTa „Abenteuerland“ in Penig